# Terras indígenas do Brasil

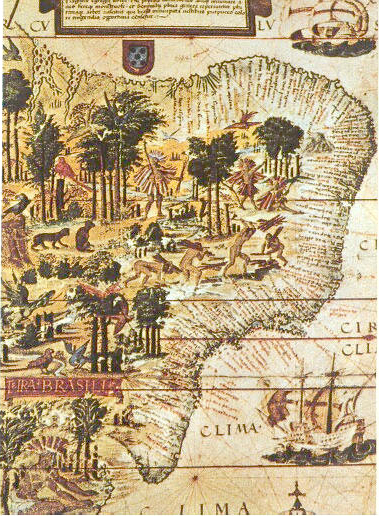
Mapa do Brasil de 1519, onde já são mostrados sinais da ocupação europeia. Originalmente, todo o território pertencia aos povos indígenas

Segundo a Constituição de 1988, terra indígena é aquela que tradicionalmente é ocupada por povos indígenas do Brasil, habitada em caráter permanente, utilizada para as suas atividades produtivas e, imprescindível à preservação dos recursos naturais necessários para o seu bem-estar e sua reprodução físico-cultural, de acordo com seus usos, costumes e tradições. As terras indígenas são bens da União inalienáveis e indisponíveis, e os direitos dos índios sobre elas não caducam.
No final do século XX, com a acentuação da migração indígena às cidades brasileiras, aldeias urbanas foram inauguradas para acolher as populações em contexto urbano.
Historicamente os povos que primeiro viviam no Brasil sofreram uma série de abusos por parte dos conquistadores europeus, que levaram muitos à extinção ou ao declínio acentuado. Outros foram expulsos de suas terras, e até hoje seus descendentes não as recuperaram. Os direitos dos índios à preservação de suas culturas originais, à posse territorial e ao desfrute exclusivo de seus recursos são garantidos constitucionalmente, mas na prática cotidiana a efetivação desses direitos é muito difícil e altamente controversa, sendo cercada de violência, corrupção, assassinatos, grilagem e, outros crimes, que têm originado inúmeros protestos tanto domésticos quanto internacionais, bem como intermináveis disputas nas cortes de justiça e no Congresso Nacional.
A conscientização dos índios cresce, eles adquirem mais influência política, se organizam em grupos e associações e estão articulados em nível nacional, muitos se educam em níveis superiores e conquistam posições de onde podem melhor defender os interesses de seus povos, vários simpatizantes de prestígio no cenário brasileiro e internacional se juntaram espontaneamente a eles dando-lhes apoios diversificados, e já existem muitas terras consolidadas, mas muitas outras estão à espera de identificação e regularização, e outras ameaças, como os problemas ecológicos e políticas conflitantes, contribuem para piorar o quadro geral, deixando diversos povos em difíceis condições de sobrevivência. Para grande número de observadores e autoridades, os avanços recentes, entre os quais se inclui notável expansão na área de terras demarcadas e uma taxa ascendente de evolução populacional após séculos de declínio constante, não estão compensando os prejuízos para os índios em uma multiplicidade de aspectos relacionados à questão fundiária, sendo temidos importantes retrocessos num futuro próximo.

## Definição

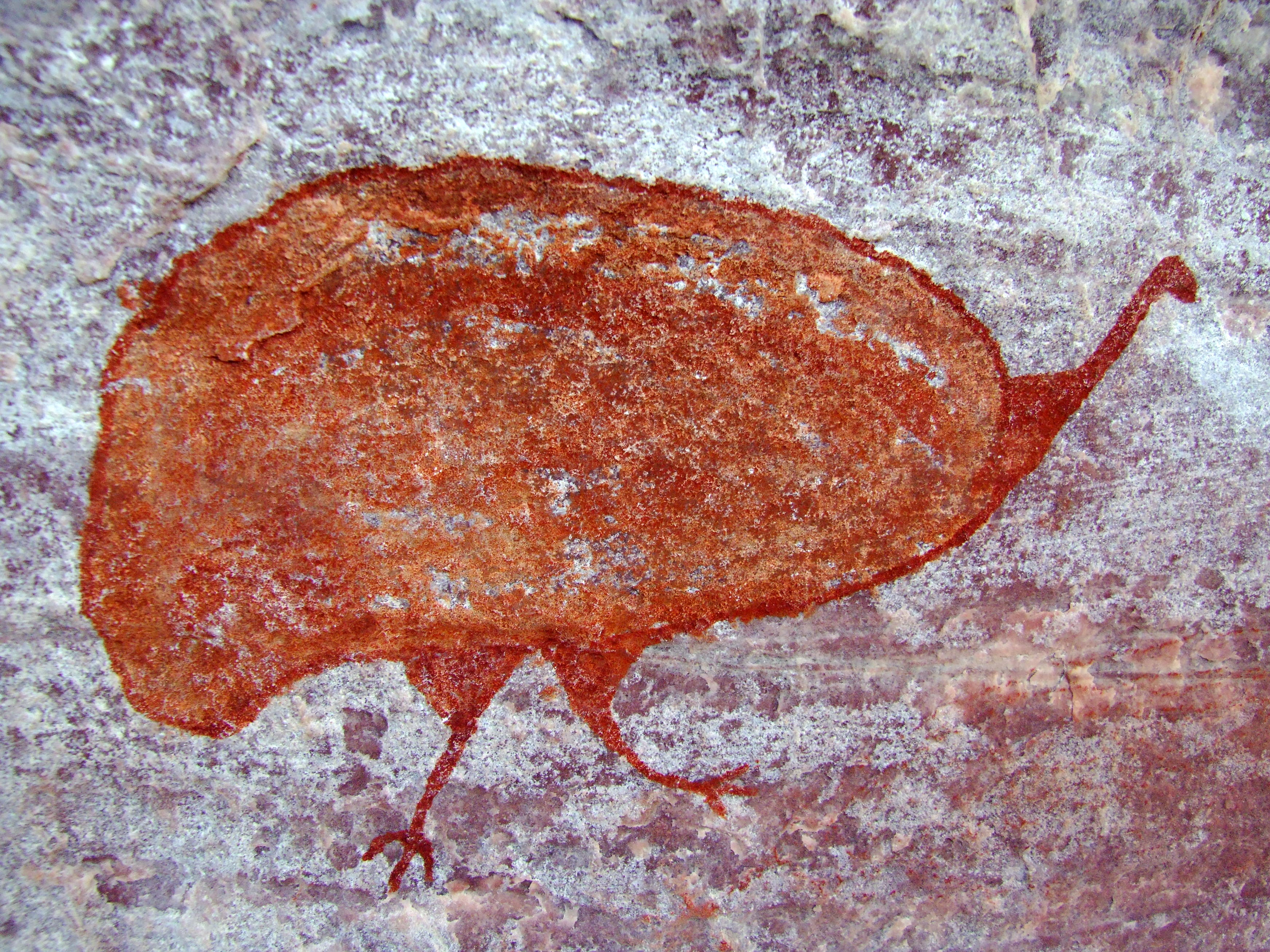
Pinturas rupestres com milhares de anos encontradas em vários sítios arqueológicos brasileiros atestam a antiguidade da ocupação do território pelos povos da floresta. Aqui, um pictograma localizado em Morro do Chapéu, na Bahia

Os juristas fazem uma distinção entre terras indígenas em sentido lato e terras indígenas em sentido estrito. Terras indígenas, estritamente falando, seriam aquelas definidas na Constituição de 1988, de ocupação tradicional. Em sentido lato, seriam as definidas no Estatuto do Índio, de 1973, que declara como terras indígenas, além das últimas, também as terras reservadas (com quatro categorias) e as terras dominiais.
A Constituição assegura aos índios a posse das terras que habitam tradicionalmente/ancestralmente, independentemente de onde se localizem, não havendo espaço para contestações sobre a viabilidade ou conveniência da demarcação tal como foi feita, embora sejam comuns situações desse tipo, como a que se desenvolveu na demarcação da Terra Indígena Raposa Serra do Sol. Somente as terras indígenas no sentido constitucional, de ocupação tradicional, estão sujeitas ao processo de demarcação. Já uma terra reservada é aquela que a União destina aos índios conforme sua conveniência, podendo vir a ser discutida judicialmente, inclusive sobre sua viabilidade e questões de segurança nacional. Possui quatro modalidades: reserva indígena, parque indígena, colônia agrícola indígena e território federal indígena. As terras de domínio das comunidades indígenas (ou terras dominiais) são aquelas de propriedade, não apenas posse, dos índios, adquiridas por compra ou doação.
Segundo análise de Lívia Mara de Resende, todas essas categorias têm definição polêmica e sua aplicação prática tem gerado muitas disputas. Há dúvidas também quanto a saber se se aplicam às terras reservadas e às terras dominiais as normas estabelecidas pela Constituição para aplicação nas áreas que ela definiu como indígenas (como o fato de serem essas terras inalienáveis, indisponíveis e inusucapíveis). Também é controverso se as regras especiais estabelecidas pelo Estatuto do Índio para as terras indígenas em sentido lato — como o fato de serem inusucapíveis — continuariam a ser aplicáveis, visto que as terras reservadas e as terras dominiais não são terras indígenas como definido na Constituição.

## História e amparo legal

### O contexto da Conquista

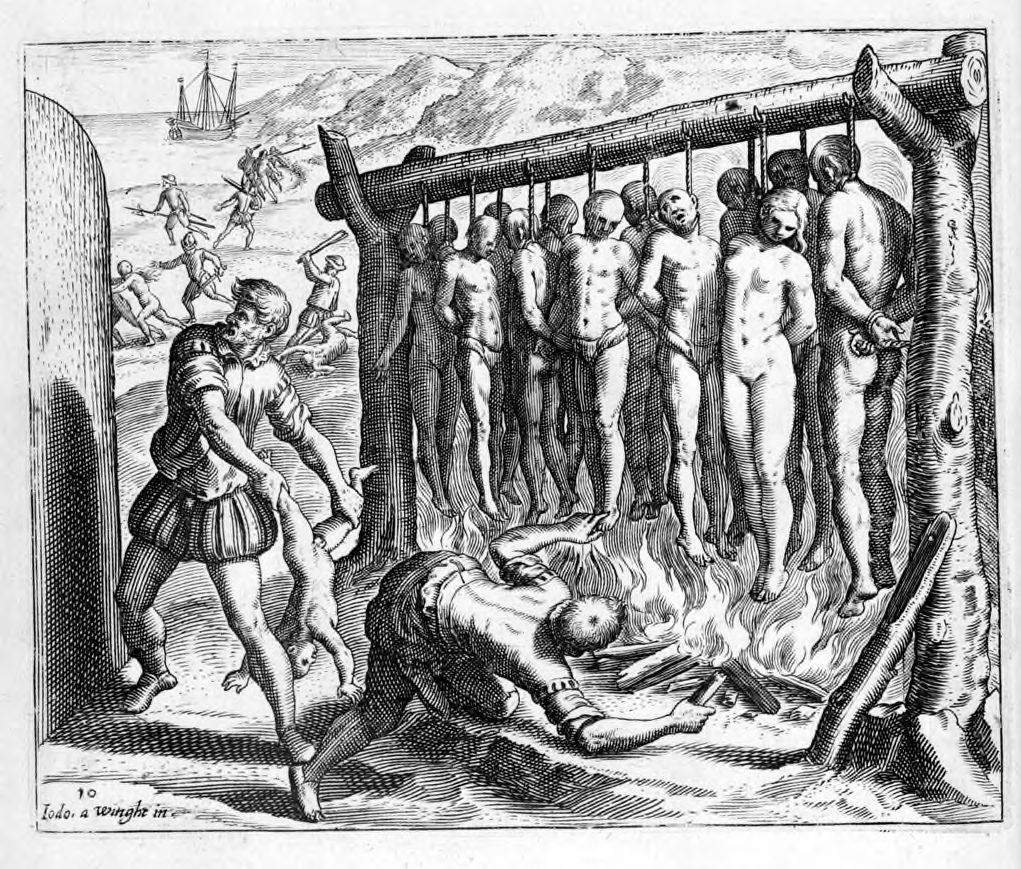
Registro de um dos massacres a que os indígenas americanos eram comumente submetidos pelos conquistadores europeus. Gravura de Theodor de Bry incluída na Brevíssima Relación de la Destruyción de las Indias (1552), do padre Bartolomé de Las Casas

Os primeiros humanos a habitar o que viria a ser o Brasil chegaram àquela terra há milhares de anos. Desde lá se enraizaram, desenvolveram diferentes e ricas culturas, e em 1500 calcula-se que viviam ali de 2 a 5 milhões de pessoas. Naquele ano, porém, chegaram ao litoral conquistadores vindos da Europa, os portugueses. Os primeiros contatos parecem ter sido amistosos, como os apresenta a Carta de Pero Vaz de Caminha, e o auxílio prestado por algumas tribos foi fundamental para a sobrevivência de muitas expedições e das primeiras povoações portuguesas, havendo intenso comércio e cooperação em vários níveis. Também ocorreu que alguns portugueses ficassem encantados com o seu modo de vida, se "indianizassem" e passassem a viver nas matas entre eles, constituindo família e gerando descendência, ou assimilavam alguns de seus hábitos.
Mas em breve os verdadeiros propósitos da conquista se tornaram claros, e cada vez mais dramáticos. Impondo seu domínio sobre todos por bem ou por mal, os portugueses fizeram os habitantes originais da terra passarem por uma série de abusos sistemáticos, que incluíam assassinatos em massa, tortura e estupro, afugentando sobreviventes cada vez mais para os ermos do interior, e construindo em seu vazio uma civilização inteiramente distinta e um vasto Estado, onde os índios eram tidos como raça mais baixa e incapaz, designada por Deus para ser dominada pela espada e, talvez, ajudada pela cultura portuguesa, sob o estandarte de Cristo. Em que pese tanta grandeza e caridade imbuídas em tais conceitos, eles só funcionaram geralmente em favor dos lusos. Eles incitavam grupos indígenas rivais para que guerreassem entre si a fim de obterem vantagens indiretas, outros foram repetidamente usados como aliados contra piratas e invasores franceses e holandeses, e muitas aldeias foram "autorizadas" a viver apenas para demarcar uma nova fronteira portuguesa e sobretudo defendê-la, no contexto da expansão territorial sobre os domínios espanhóis e da pequena força militar mobilizada para o Brasil. Praticamente toda a atual Amazônia brasileira, que ficava a oeste da Linha de Tordesilhas, é fruto da fixação de aldeias indígenas em caráter permanente e sua transformação em baluartes portugueses. Esses pontas-de-lança involuntários, como os Macuxi e Wapixana de Roraima, eram chamados de "muralhas do sertão".

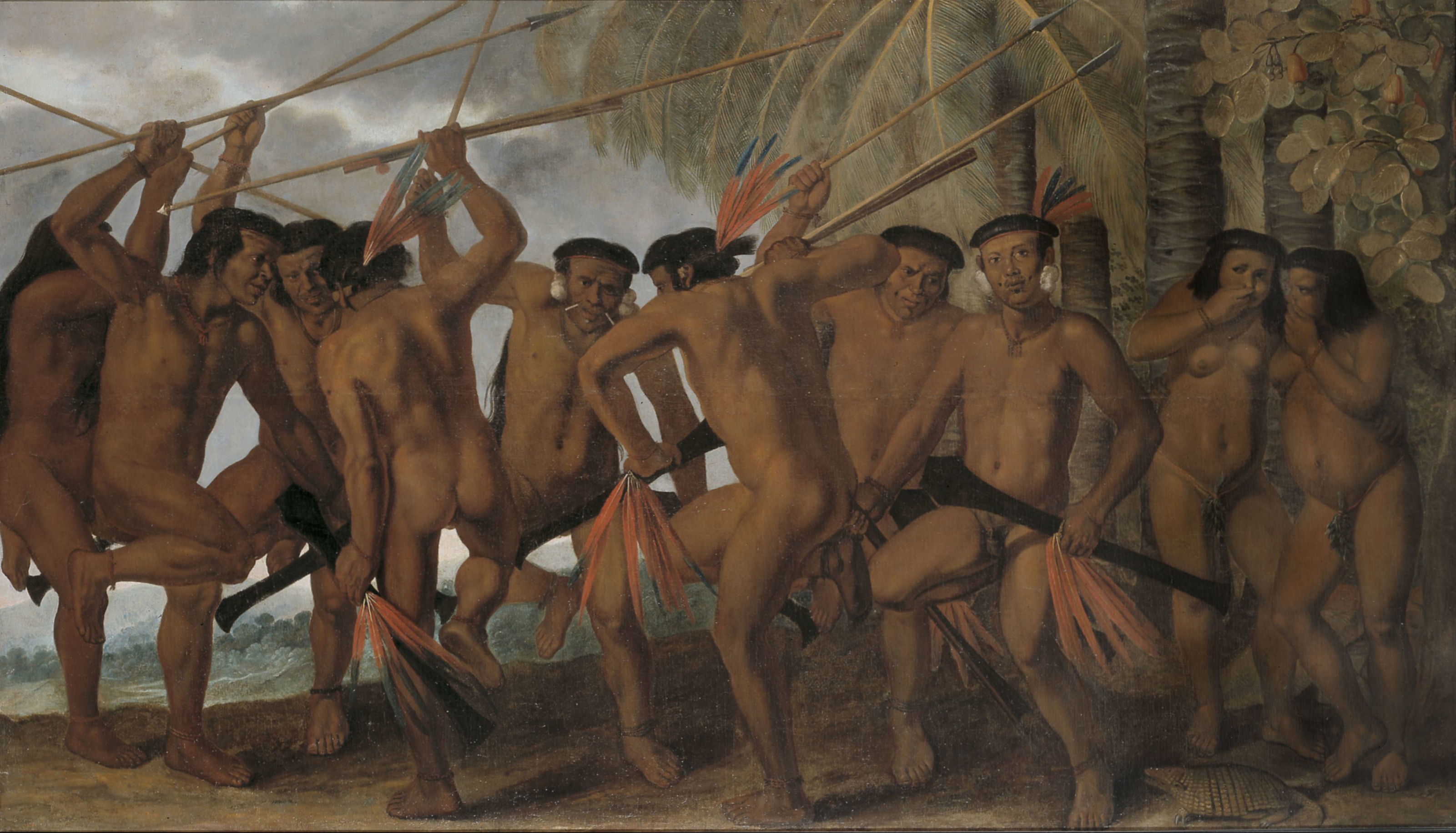
Dança dos Tarairiú, óleo sobre tela de Albert Eckhout (século XVII). A Capitania de Pernambuco foi o berço da escravidão indígena no Brasil.

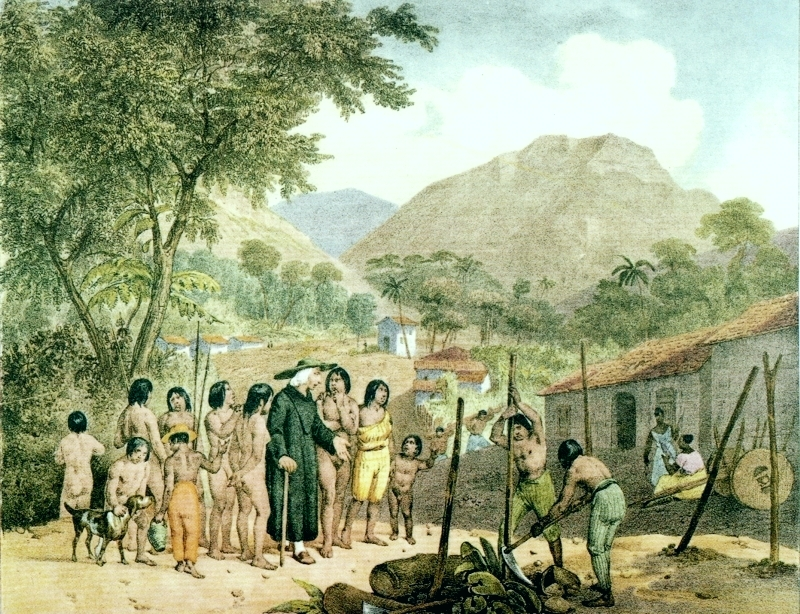
Um missionário com índios Tapuia aldeados, em gravura de Rugendas do início do século XIX

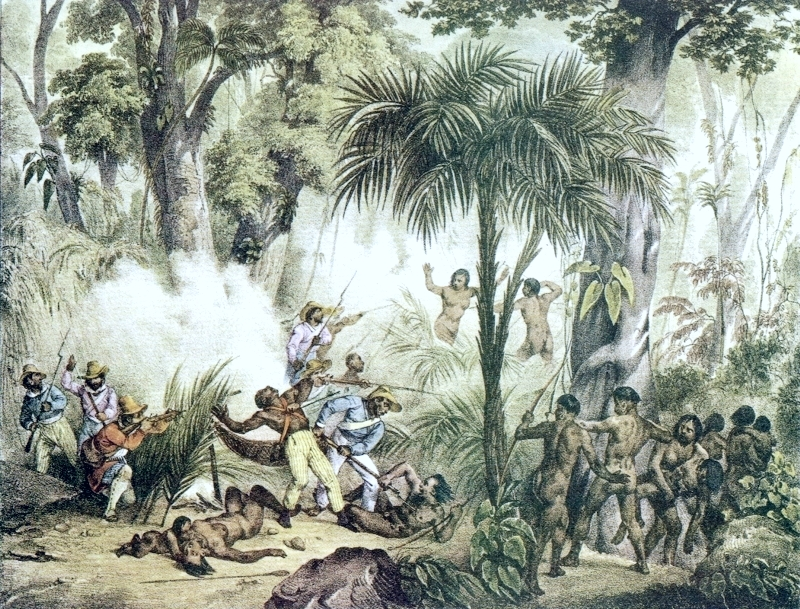
Combate entre milícias e indígenas, gravura de Rugendas

Os massacres de grupos recalcitrantes e hostis, como se disse, foram frequentes, destacando-se entre outros os ocorridos na Guerra Guaranítica, na Confederação dos Tamoios, nas revoltas potiguares e na Guerra dos Bárbaros, apesar de várias ordenações reais e eclesiásticas condenarem os abusos, e mais uma grande população acabou sua vida como escrava, servindo os portugueses em casa, no trabalho e nas milícias. Depois de a importação de escravos africanos se tornar mais lucrativa, o interesse nos índios como mão-de-obra diminuiu bastante, pois eram considerados rebeldes e preguiçosos. Cessando sua maior utilidade, se tornavam antes de tudo um estorvo para todos.
Houve muitos portugueses que se horrorizaram com as atrocidades cometidas e buscaram defendê-los, e embora desde 1537 a Igreja Católica reconhecesse que eles eram "verdadeiros homens", na prática, durante muito tempo, os primeiros povos geralmente foram considerados compostos de seres brutos, insensíveis aos apelos da razão, da justiça, da fé verdadeira e dos bons sentimentos, mais próximos dos bichos do que dos homens, e muitos duvidavam que possuíssem uma alma. Ao longo do processo de colonização foram muitas as iniciativas dos europeus no sentido de "domesticar" os povos nativos e descobrir neles alguma "utilidade" para o projeto colonizador, "para o acrescentamento de Sua Alteza e do Reino", fixando-os em reduções ou em aldeias permanentes semelhantes a vilas e assimilando-os à civilização ocidental, ensinando-lhes a religião e os usos e costumes dos colonizadores, sempre na perspectiva de que sua cultura era desprezível e devia ser substituída por outra mais "elevada", que lhes prometia também a salvação espiritual e a vida eterna após a morte, sendo como páginas brancas onde se poderia escrever à vontade, como os descreveu o Nóbrega, que no entanto foi um de seus famosos defensores. Mas nem só a violência e o descaso cobraram seu preço: grandes populações foram dizimadas pelas doenças vindas de além-mar, como a gripe, sarampo, coqueluche, tuberculose e varíola, contra as quais seus corpos não tinham imunidade natural, e outras, viciadas na aguardente, um destilado largamente difundido pelos portugueses, foram devastadas pelo alcoolismo.
O impacto da conquista foi profundo não só sobre os primeiros povos, como também sobre a paisagem natural, verificando-se extenso desmatamento e outras modificações no meio ambiente. Na síntese do ex-presidente da Funai, Carlos Marés de Souza Filho,
"Os europeus, especialmente os portugueses e espanhóis, chegaram na América como se estivessem praticando a expansão de suas fronteiras agrícolas. Foram chegando, extraindo as riquezas, devastando o solo e substituindo a natureza por outra, mais conhecida e dominada por eles. As populações locais viviam do que a aqui tinham, comiam milho ou mandioca, produziam biju, ricas carnes de animais nativos, aves ou peixes. Aos poucos foram introduzidas novas comidas, cabras, carneiros, queijos e novas plantas, cana-de-açúcar, café e beterraba. A introdução de novas essências não poupou nem mesmo as árvores e os frutos, a tal ponto de se dizer que a natureza foi substituída".
As reduções estabelecidas pelos missionários, especialmente os jesuítas, onde os índios eram reunidos em comunidades relativamente auto-suficientes sob a proteção dos padres e da Coroa, foram a tábua de salvação para muitos povos, que ali foram poupados de muita barbárie, mas inúmeras reduções foram de qualquer modo destruídas por outros colonizadores, e se discute o real valor dessa proteção enquanto durou, já que significou ao mesmo tempo a dissolução das culturas tradicionais e a conversão dos índios ao modo de vida europeu. Atesta-o a opinião expressa de outros de seus protetores religiosos, ainda menos lisonjeira do que a de Nóbrega, evidenciando que, mesmo entre os que lhes eram mais benignos, subsistiam diferenças culturais irreconciliáveis que revertiam necessariamente em seu prejuízo, a exemplo do padre Cardiel, das reduções guaraníticas do sul, para quem "os índios menos estúpidos tinham apenas breves intervalos de consciência", ou o célebre padre Sepp, que atuou destacadamente na mesma região, dizendo que os reduzidos eram "estúpidos, broncos, bronquíssimos para todos os assuntos espirituais". Não há evidência documental de que algum padre tenha mantido amizade pessoal estreita com qualquer índio; nenhum escritor jesuíta jamais declarou ter aprendido alguma coisa com os povos que liderava, nem reconheceu qualquer contribuição importante da cultura nativa para a sociedade que nascia nas reduções; antes, a tolerância para com alguns hábitos indígenas não significava uma concordância com eles, era uma concessão diplomática e pedagógica que com o progresso da aculturação forçada se tornaria até desnecessária, ultrapassada pela nova realidade cultural e social que se pretendia consolidar no futuro. Contudo, em geral reconheciam-lhes um talento artístico invulgar e uma profunda capacidade de devoção emocional e lealdade pessoal.

### Primeiras leis de proteção

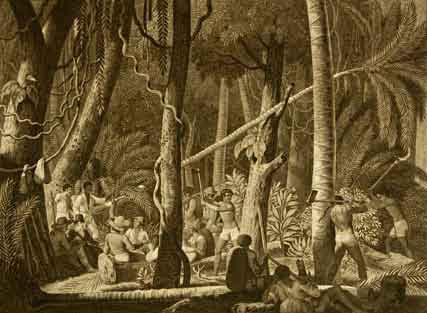
O capitão Bento Lourenço abrindo uma nova estrada nas florestas perto de Mucuri, gravura de Martin Esslinger, a partir de original de Maximilian zu Wied-Neuwied, 1822

Com a instalação do governo-geral em Salvador em 1549, apareceu a primeira regulamentação sobre os índios num Regimento que garantia proteção aos aliados da Coroa e dava aos jesuítas voz ativa nos assuntos relacionados aos índios. Em 1680 um Alvará Régio instituiu o indigenato, o reconhecimento do direito congênito e primário dos povos nativos ao seu território tradicional. Destarte, em todas as concessões de terras a colonos deveria ser "reservado o direito dos índios". Porém, o conceito de "reserva" nunca foi claro, e o indigenato só se aplicava originalmente aos índios do Pará e Maranhão. Com isso o Alvará teve escasso efeito, e o resultado foi a continuidade do avanço europeu sobre as terras indígenas. O próprio Estado português, de onde emanou o Alvará, favorecia a exploração, ativa ou passivamente. Por exemplo, o Diretório dos Índios, de 1757, reprimia a expressão de muitos de seus costumes tradicionais e encaminhava o processo de secularização das reduções após as expulsão dos jesuítas, mas proibiu a escravidão e os qualificava como súditos da Coroa. Com base nas garantias desta lei apareceram as primeiras ações judiciais movidas por índios contra o Estado, conseguindo vários sucessos. Em 1755 outra lei expandiu o indigenato para todos os índios brasileiros, mas a instituição só seria regulamentada em 1850 e nunca entrou em vigor pleno.
Entrementes, os empecilhos continuavam a se multiplicar. Uma Carta Régia de 1798, embora estendesse o estatuto de cidadão aos índios civilizados, os remeteu à condição de vassalos e declarava órfãos os índios ainda nas selvas, que deveriam ser tutelados pelo Estado, podendo todos ser requisitados a qualquer momento para trabalho forçado. Enquanto isso, apesar de várias tentativas por parte do governo português de proibir a escravidão indígena, que às vezes desencadearam verdadeiras revoltas entre a população branca, ela continuava a ser praticada, especialmente em regiões mais remotas e pobres. Outra Carta Régia, de 1801, permitiu a conquista de novas terras aos índios nas chamadas "guerras justas", aquelas destinadas a submeter pela força os povos recalcitrantes à dominação colonial, transformando-as em terras devolutas. No final do processo da colonização, estima-se que a população indígena havia declinado para cerca de 600 mil pessoas, vivendo em grande parte em condições de opressão e miséria.
No Império a situação não melhorou. Mesmo que neste período os índios tenham recebido mais valor no discurso oficial, sendo vistos como os fundadores arquetípicos da nação, povos puros vivendo em harmonia com a natureza, a ponto de os imperadores usarem um manto cerimonial com uma gola de penas de tucano para fazer alusão aos povos da floresta como legítimos participantes de uma nova unidade nacional, e mesmo que eles tenham recebido até uma forma de culto mitificado por alguns intelectuais e artistas românticos — os indianistas —, não foram nem citados na Constituição de 1824, ainda eram considerados incapazes diante da Lei, cabendo ao Estado catequizá-los e civilizá-los, continuavam sendo mortos, escravizados e explorados, e continuou a prática de confiná-los em pequenas áreas no entorno de suas aldeias, que não ofereciam condições de lhes prover plena subsistência, isso quando as aldeias não eram extintas por decreto, alegando-se que seus ocupantes já faziam parte da população brasileira. Em 1850 foi aprovada a Lei de Terras, a primeira lei que regulamentou a propriedade privada no Brasil, assegurando também aos índios o direito territorial reafirmando o antigo indigenato, mas outras leis entregavam a posse de terras tradicionais a colonos brancos se fossem categorizadas como vagas por simples declaração pessoal dos interessados na posse, o que só serviu de pretexto para a expulsão de comunidades inteiras para apropriação fraudulenta de suas terras, a grilagem. Além disso, nos projetos imperiais de colonização de novas áreas com estrangeiros, como os alemães e italianos, muitas vezes as companhias responsáveis pela administração dessas empreitadas se valeram de pistoleiros contratados especificamente para "limpar" de índios as áreas destinadas à nova ocupação.
Ao inaugurar-se a República, os positivistas se mostravam muito interessados pelos povos indígenas, vendo-os como verdadeiras nações com direito à autodeterminação, mas em que pese a influência do Positivismo àquela época sobre a política nacional, na primeira Constituição da República, de 1891, novamente os índios não foram citados, nem seus direitos territoriais foram reconhecidos, embora algumas constituições estatuais lhes outorgassem alguns direitos territoriais. Pela mesma Carta as terras devolutas, até então submetidas diretamente à União, foram entregues aos estados. Como muitas terras indígenas estavam incluídas nesta categoria, se criaram condições para mais grilagem incluindo em zonas de fronteira, áreas excluídas no remanejo original das terras devolutas por questões de segurança nacional. O governo federal só demarcava terras indígenas após entendimentos com os governos estaduais e municipais, agravando a política de confinamento. Sem condições de sobreviver em suas pequenas reservas, muitos índios se viram obrigados a deixá-las para buscar sustento entre os brancos, como operários da construção ou na agropecuária, uma mão-de-obra desqualificada e barata que podia ser maltratada e dispensada a qualquer momento sem qualquer amparo ou garantia.

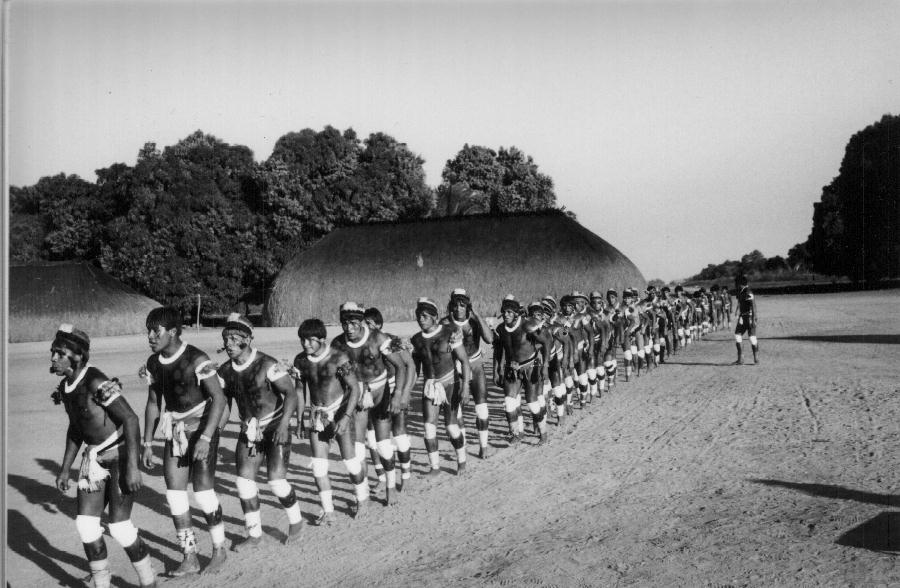
Cerimônia do Kuarup, tradição imemorial no Parque do Xingu

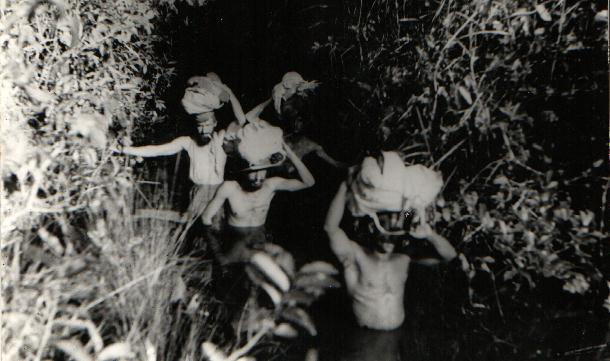
Expedição dos irmãos Villas Boas na década de 1940, em busca de contatar os índios Kalapalo

No início do século XX ainda havia personagens influentes, como o diretor do Museu Paulista, Hermann von Ihering, advogando a ideia de que os índios que não se sujeitassem à civilização deviam ser exterminados. Mas em 1907 o Brasil, pela primeira vez, foi denunciado em um fórum internacional por massacrar seus índios. Este foi um dos fatores que levaram o governo a criar, em 1910, o Serviço de Proteção ao Índio, dirigido em seus primeiros tempos pelo Marechal Cândido Rondon, que era descendente de índios, permaneceu simpático à causa indigenista e foi grande defensor de seus direitos e dignidade. Para ele, "os índios não devem ser tratados como propriedade do Estado dentro de cujos limites ficam seus territórios, mas sim como nações autônomas, com as quais queremos estabelecer relações de amizade". O Serviço também garantiu a posse de algumas terras tradicionais aos seus primeiros ocupantes e as protegeu contra invasões, bem como em alguma medida reconheceu a importância de suas culturas originais e suas instituições. No entanto, com a promulgação em 1916 do Código Civil foi consagrado mais uma vez o estatuto dos índios como incapazes, submetendo-os ao regime de tutela, que só cessaria quando estivessem adaptados à civilização. Nos anos seguintes as atividades do Serviço, na prática, embora impedissem muitos massacres que na época pareciam iminentes, se dirigiram mais para pacificar os indígenas ainda não contatados, aculturá-los e transformá-los em pequenos produtores rurais.
Corrigindo a omissão da Constituição de 1891, a Constituição de 1934 e todas as seguintes reconheceram o direito dos índios à posse das terras que habitam tradicionalmente. A partir dos anos 1940 o interesse pelos índios se tornou mais forte entre antropólogos, sociólogos, etnólogos, historiadores, ambientalistas e filósofos, e figuras como Darcy Ribeiro e os irmãos Villas Boas fizeram muito para dar mais visibilidade e angariar mais respeito para eles, denunciando sua condição de opressão e abandono e salientando a riqueza e originalidade de suas culturas. A esta altura, porém, a população total de índios havia caído para cerca de 120 mil indivíduos, e continuava em declínio. Em 1961 foi criado o Parque Nacional do Xingu, uma vasta área de conservação natural onde vivem muitos povos nativos, que rompeu com o paradigma anterior tendo como premissa o direito dos povos de preservarem suas culturas em sua inteireza e autenticidade, defesos da influência da civilização ocidental, e no ambiente natural necessário para que essas tradições se preservem continuadamente.

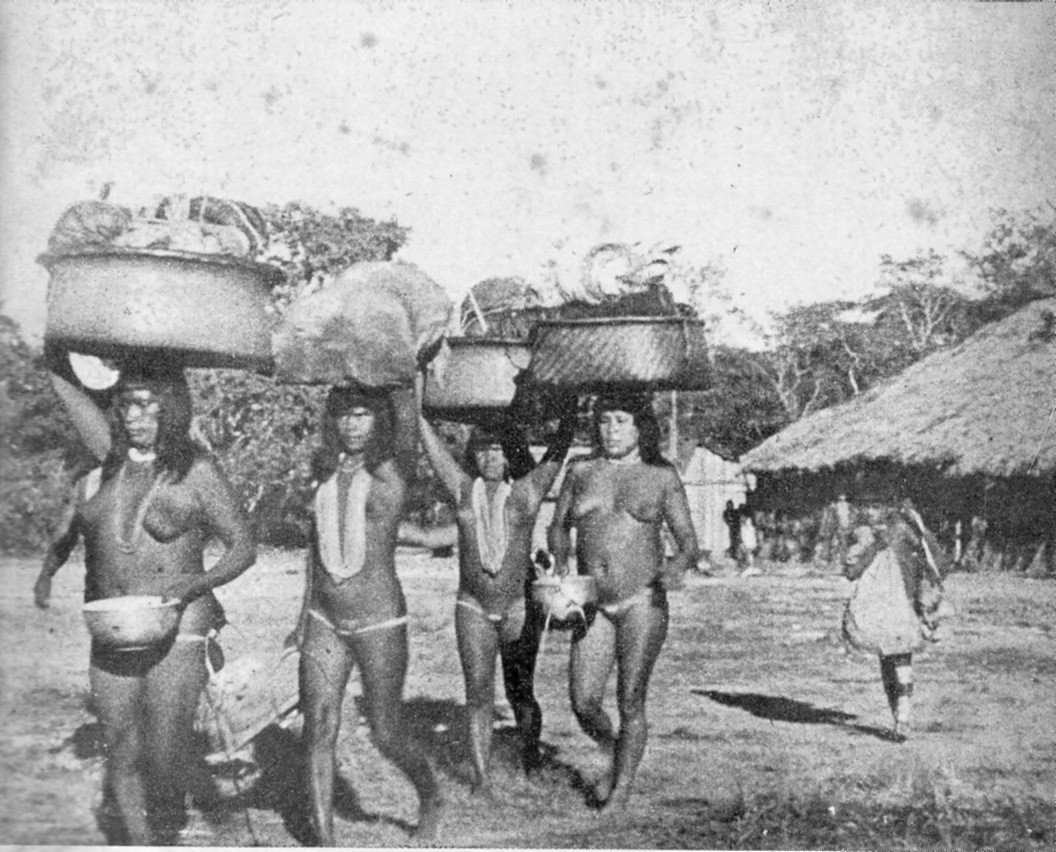
Mulheres Xavante na década de 1960

Durante o regime militar (1964-1984), outros instrumentos reforçaram a proteção, como a Emenda Constitucional nº 1/69, que estabeleceu as terras indígenas como patrimônio da União, afastando algumas das ameaças de esbulho mais urgentes. Também reconheceu o direito dos índios ao usufruto exclusivo dos recursos naturais existentes em suas terras, o seu direito de representação judicial, e declarou a nulidade dos atos que ameaçassem a posse das terras pelos índios, invalidando os argumentos baseados sobre supostos direitos adquiridos por outrem. Essas medidas foram origem de grande controvérsia, sendo consideradas ameaças à propriedade privada, num período em que o Serviço de Proteção ao Índio mal conseguia ser efetivo em suas funções e se via alvo de inúmeras denúncias de irregularidades, omissão e corrupção. O Serviço acabou sendo extinto em 1967, sendo substituído pela Fundação Nacional do Índio (Funai). Tentando conter as críticas, o governo prometeu dedicar mais atenção aos povos nativos, o que acabou levando à criação do Estatuto do Índio.
Por outro lado, os militares colocaram a Amazônia no centro das atenções desenvolvimentistas na nação. Até esta altura praticamente intocada pela civilização, passou a ser vista como importante elemento na integração brasileira, à luz da doutrina da segurança nacional. Muitas aldeias foram removidas para projetos de colonização, silvicultura e agropecuária, ou para a construção de infraestruturas como estradas, linhas de energia e barragens, e muitos privados e o próprio Estado foram autorizados a explorar em grande escala recursos naturais em suas terras. No meio dessa movimentação, muitos povos até então isolados ou quase isolados passaram a entrar em contato mais assíduo com populações estranhas, surgindo conflitos e sobretudo novas epidemias, que dizimaram muitos. Sob tanta pressão, neste período começou a se fortalecer o processo de conscientização política dos povos indígenas, que passavam a buscar reconhecimento, respeito e empoderamento, organizando-se em associações e iniciativas automotivadas, e entrando em contato com movimentos sindicais, quilombolas, ligas camponesas e os sem-terra, que sustentavam reivindicações semelhantes.

### O Estatuto do Índio

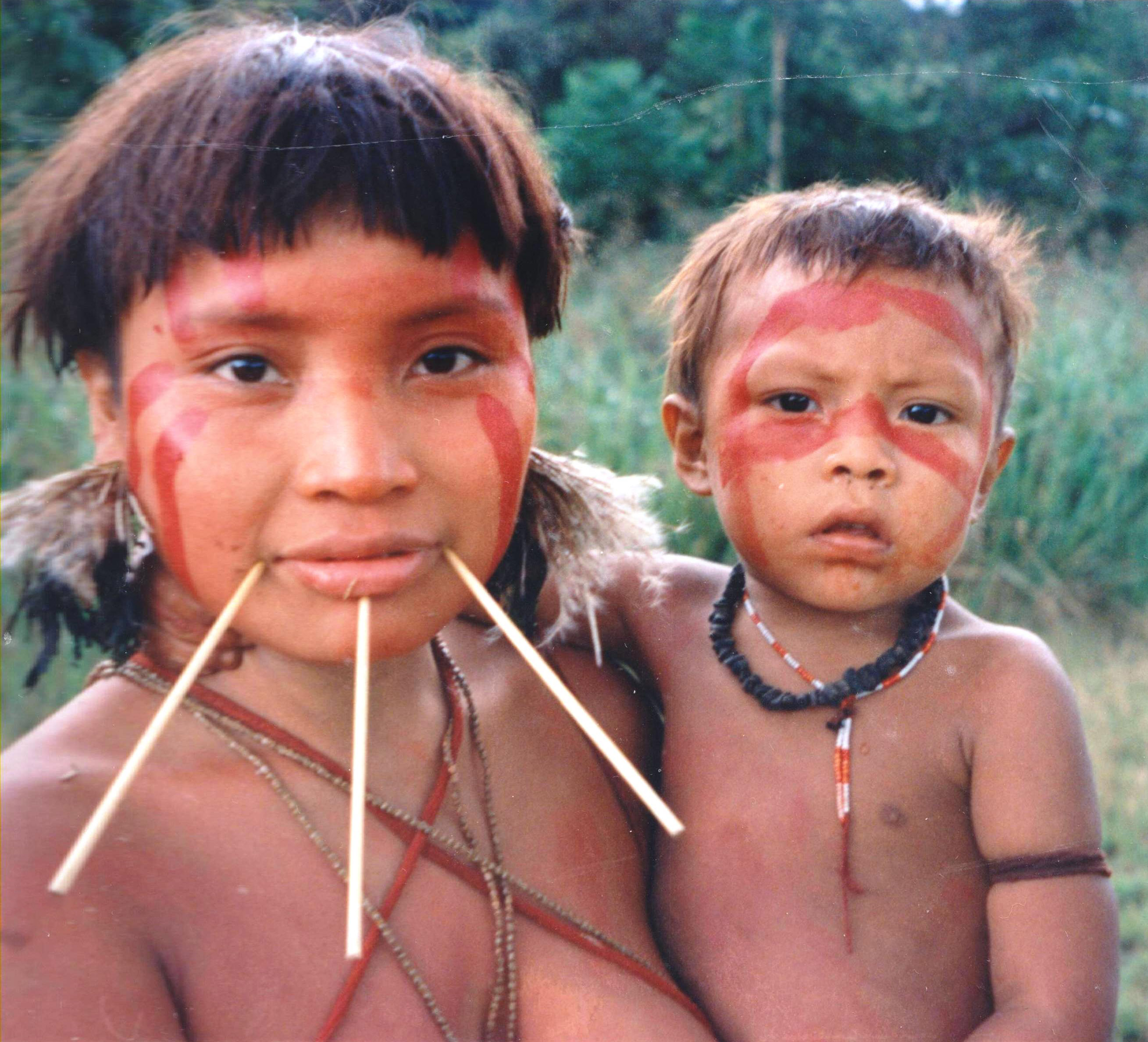
Mulher e criança Yanomami, com suas pinturas e adereços tradicionais

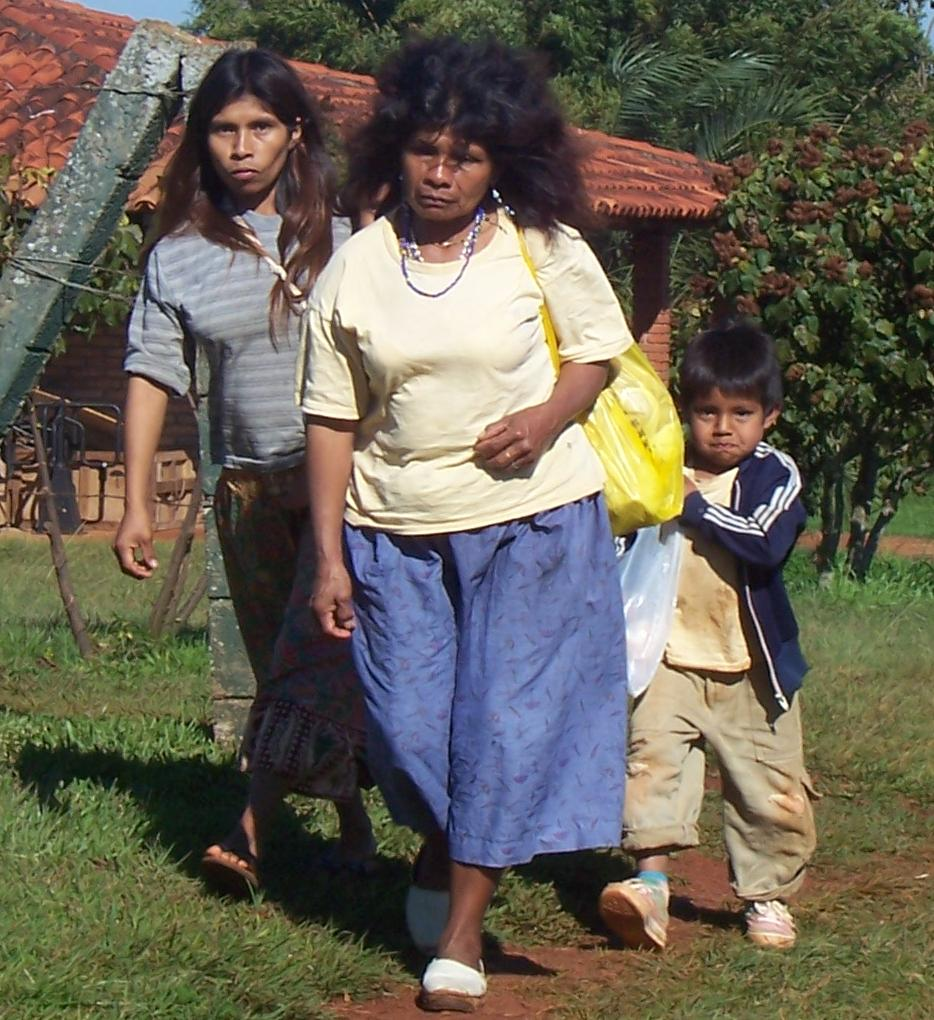
Índios Guarani já semi-aculturados na região das Missões

O Estatuto do Índio (Lei 6.001) entrou em vigor em 1973 e vale até hoje, pois apesar de intensamente debatido, de estar em conflito com a última Constituição e de haver um projeto de lei para modificá-lo, a reforma nunca foi votada. O Estatuto definiu a situação jurídica dos índios e de suas comunidades, "com o propósito de preservar a sua cultura e integrá-los, progressiva e harmonicamente, à comunhão nacional", considerando-os integrados "quando incorporados à comunhão nacional e reconhecidos no pleno exercício dos direitos civis, ainda que conservem usos, costumes e tradições característicos da sua cultura".
A lei dividiu as terras em três categorias: Terras Ocupadas Tradicionalmente, Terras Reservadas e Terras de Domínio dos Índios. As terras ocupadas tradicionalmente (áreas indígenas) estavam definidas nas Constituições de 1967 e 1969. As Terras Reservadas são terras destinadas pela União para usufruto dos índios, não necessariamente as terras de ocupação tradicional. Isto assegura ao dono da terra a indenização em caso de desapropriação. Terras de Domínio dos Índios são as terras adquiridas por intermédio de compra e venda ou usucapião.
Ainda segundo o Estatuto, as áreas reservadas possuem as seguintes modalidades:
- Reserva Indígena, nos moldes descritos acima;
- Colônia Agrícola Indígena, que teria uma ocupação mista entre povos indígenas aculturados e não-índios. A ideia era conciliar os conflitos entre as reivindicações da área indígena com os interesses dos não-índios que já ocupassem a área indígena;
- Território Federal Indígena, que seria uma unidade administrativa subordinada à União na qual pelo menos um terço da população seria composta por indígenas. Esta modalidade nunca foi criada;
- Parque Indígena, inspirada na criação do Parque Nacional do Xingu, seria "área contida em terra na posse dos índios”, associada à preservação ambiental.

O Estatuto também declarou nulos e extintos os efeitos jurídicos "dos atos de qualquer natureza que tenham por objeto o domínio, a posse ou a ocupação das terras habitadas pelos índios ou comunidades indígenas", mas reservou ao Estado brasileiro o direito de intervir nessas terras em casos previstos, como por exemplo "por imposição da segurança nacional", "para a realização de obras públicas que interessem ao desenvolvimento nacional", ou "para exploração de riquezas do subsolo de relevante interesse para a segurança e o desenvolvimento nacional". O que constitui exatamente "segurança nacional" e "relevante interesse", e em quais casos tais conceitos se aplicam judiciosamente, tem sido matéria de muita controvérsia desde então. Na análise de Luciana Alves de Lima,
"De forma inédita, os indígenas passaram a ser protegidos por lei específica. Mas, embora esta lei tenha como uma de suas premissas a proteção da cultura indígena, ela dá maior ênfase à integração dos indígenas à comunhão nacional. O Estatuto do Índio, em seu artigo 4º, classifica os índios em isolados, em vias de integração e integrados. Os isolados são aqueles que não tiveram contato com o não índio ou tiveram pouco contato. Os índios em via de integração são aqueles que vivem 'em contato intermitente ou permanente com grupos estranhos, conservam menor ou maior parte das condições de sua vida nativa, mas aceitam algumas práticas e modos de existência comuns aos demais setores da comunhão nacional, da qual vão necessitando cada vez mais para o próprio sustento'. Os integrados são aqueles que estão 'incorporados à comunhão nacional e reconhecidos no pleno exercício dos direitos civis, ainda que conservem seus usos, costumes e tradições característicos de sua cultura'. Esta lei regula ainda, em seus 68 artigos, acerca da questão fundiária, patrimônio cultural, educação bilíngue, assistência à saúde, normas penais, bem como dos bens e renda do patrimônio indígena.
A aplicação do Estatuto, porém, a despeito dos significativos avanços que a lei trouxe, e também por causa deles, se revelou extremamente complexa e improdutiva, entravou em enorme burocracia, e em 1988 surgiria uma norma maior que, passando a admitir o multiculturalismo, entraria em conflito com alguns dos seus pressupostos básicos: uma nova Constituição. Esta, por sua vez, enfrentaria os mesmos problemas do Estatuto para sua implementação e regulamentação no que tocava aos índios.

### A Constituição de 1988 e outros dispositivos

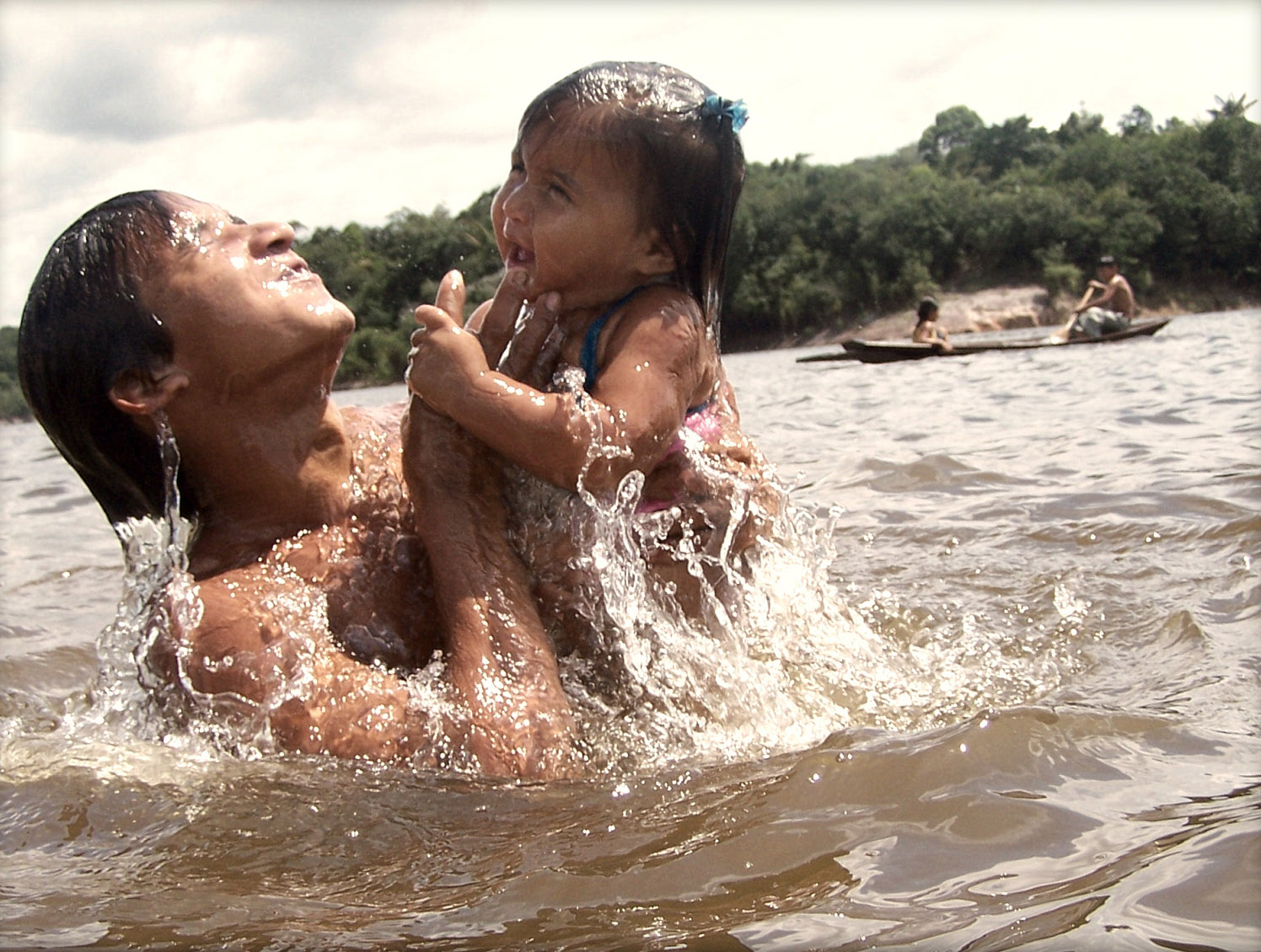
Índios Baré em seu meio natural, em Nova Esperança

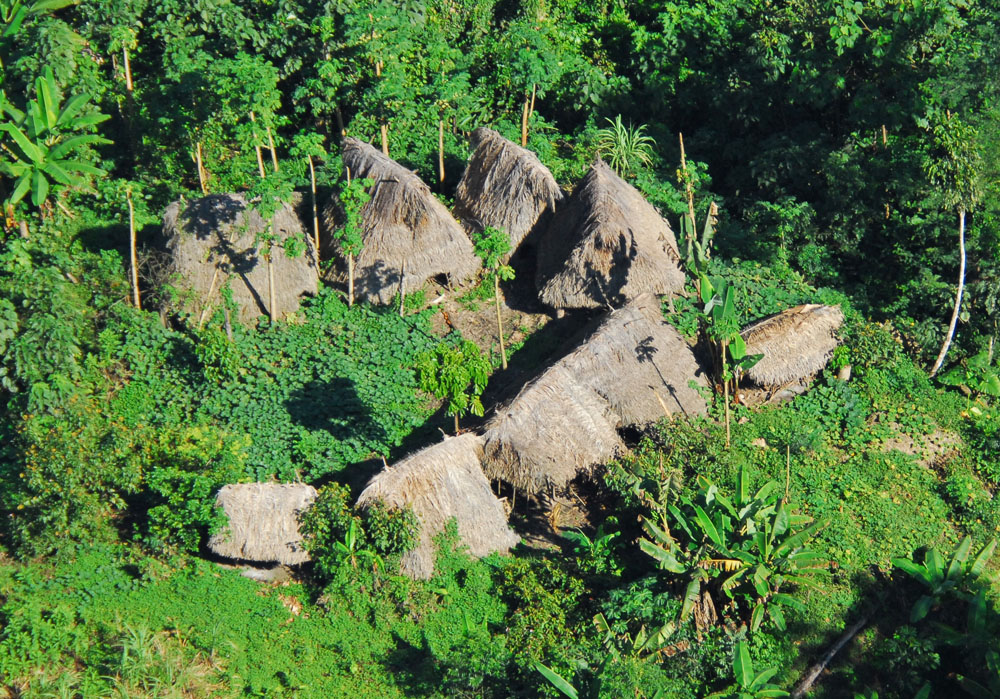
Aldeia de índios isolados, sem contato com não-indígenas, no Acre

Além de declarar em seu artigo 5º que "todos são iguais perante a Lei, sem distinções de qualquer natureza", a Constituição de 1988 consagrou (pela terceira vez) o antigo indigenato, o princípio de que os índios são os primeiros e naturais senhores da terra. Esta é a fonte primária e congênita de seu direito, que é anterior a qualquer outro. Consequentemente, o direito dos índios à sua terra não depende de reconhecimento formal. Este direito foi restabelecido porque a Constituinte, rompendo com o padrão anterior de perceber as culturas indígenas como naturalmente destinadas a serem diluídas e homogeneizadas pela cultura brasileira, reconheceu tanto seu valor intrínseco como a função básica da terra tradicional para a preservação íntegra dessas culturas, expressando este reconhecimento no próprio texto da lei em seu Capítulo VIII, "Dos Índios": "São terras tradicionalmente ocupadas pelos índios as por eles habitadas em caráter permanente, as utilizadas para suas atividades produtivas, as imprescindíveis à preservação dos recursos ambientais necessários a seu bem-estar e as necessárias à sua reprodução física e cultural, segundo seus usos, costumes e tradições", anulando ao mesmo tempo quaisquer outros atos que tenham por objeto a ocupação, o domínio e a posse dessas terras, mas ressalvados os casos de "relevante interesse público da União".
A Constituição previu ainda o direito dos índios, individualmente ou suas comunidades e organizações, de se fazerem representar em juízo em defesa de seus direitos e interesses, cabendo ao Ministério Público a intermediação em todos os processos. Com a aprovação do novo Código Civil em 2002, os índios foram retirados de sua condição de tutelados, garantindo-lhes maior autonomia jurídica, sujeita a regulamentação especial. No entanto, esta regulamentação também não progrediu. Embora os índios detenham o "usufruto exclusivo das riquezas do solo, dos rios e dos lagos" existentes em suas terras, elas constituem patrimônio da União, e cabe ao Congresso autorizar a exploração desses recursos por outrem, segundo regulamentação complementar e ouvidas as comunidades afetadas, sendo-lhes assegurada participação nos resultados das explorações.
A Constituição estabeleceu um prazo de cinco anos para a demarcação de todas as terras indígenas. Contudo, isso não ocorreu, e elas encontram-se em diferentes situações jurídicas. Segundo o parecer de vários juristas eminentes, inclusive de membros do Supremo Tribunal Federal, a Constituição não tem efeito retroativo, invalidando reivindicações sobre terras de domínio que não estavam efetivamente ocupadas pelos índios no momento da promulgação da lei. Esta visão, bem como divergências sobre muitos outros aspectos, têm complicado extraordinariamente a entrega da posse definitiva aos indígenas de suas terras tradicionais. Em contraponto, a Constituição dedicou um capítulo inteiro ao meio ambiente, o que teria importantes repercussões para a questão das terras indígenas, que passaram a ser vistas também como tesouros de biodiversidade e fontes permanentes de serviços ambientais inestimáveis para todas as pessoas. Diversos outros dispositivos legais em anos recentes contemplaram interesses indígenas em áreas como saúde, meio ambiente, educação, patrimônio arqueológico e imaterial, assistência social, apoio à produção e regularização fundiária.

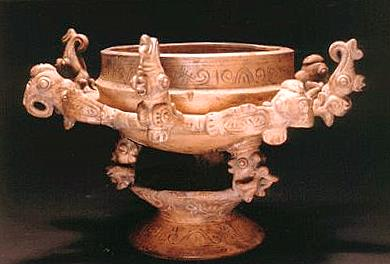
Exemplar da sofisticada cerâmica da Cultura Santarém, pré-cabralina. Museu Paraense Emílio Goeldi

Neste ínterim, a situação dramática de povos indígenas em todo o mundo também era debatida em fóruns internacionais, criando-se organismos e comissões para abordá-la e ajudar a solucionar seus problemas. Iniciativas de amplo escopo, como as desenvolvidas pelas Nações Unidas e suas associadas, como a Organização Internacional do Trabalho e a Unesco, resultaram em convenções internacionais e parâmetros reguladores das relações entre civilizados e índios, procurando assegurar os direitos de ambos em harmonia mútua, mas protegendo os índios particularmente por sua condição vulnerável e historicamente oprimida. A Convenção nº 169 adotada na 76ª Conferência Internacional do Trabalho e ratificada pelo Congresso em 20 de junho de 2002, garantiu aos índios direitos mais específicos em relação à proteção de suas culturas, defendendo o multiculturalismo. A Declaração das Nações Unidas sobre Direitos dos Povos Indígenas, de 2007, é outro marco internacional de grande importância, reiterando os direitos dos índios a uma vida autônoma, segura e plena, enfatizando a necessidade de "consentimento prévio, livre e informado" em caso de uso de suas terras por outrem, além de reconhecer a validade de instituições indígenas não formais que regem internamente a vida das comunidades, bem como o direito à propriedade intelectual. O documento também deu relevo à triste história de perseguição, opressão e extermínio desses povos, e à sua importância na conservação da natureza, urgindo pela compreensão e pelas boas relações entre os povos indígenas e os demais segmentos da sociedade. A Unesco, por seu turno, entre outras medidas, aprovou em 2005 a Convenção sobre a Proteção e Promoção da Diversidade das Expressões Culturais, incluindo em seu rol de interesses as culturas indígenas, e instituiu o Dia Internacional dos Povos Indígenas do Mundo, buscando chamar a atenção de todos para o assunto.

### Organização do movimento indígena e síntese do cenário atual

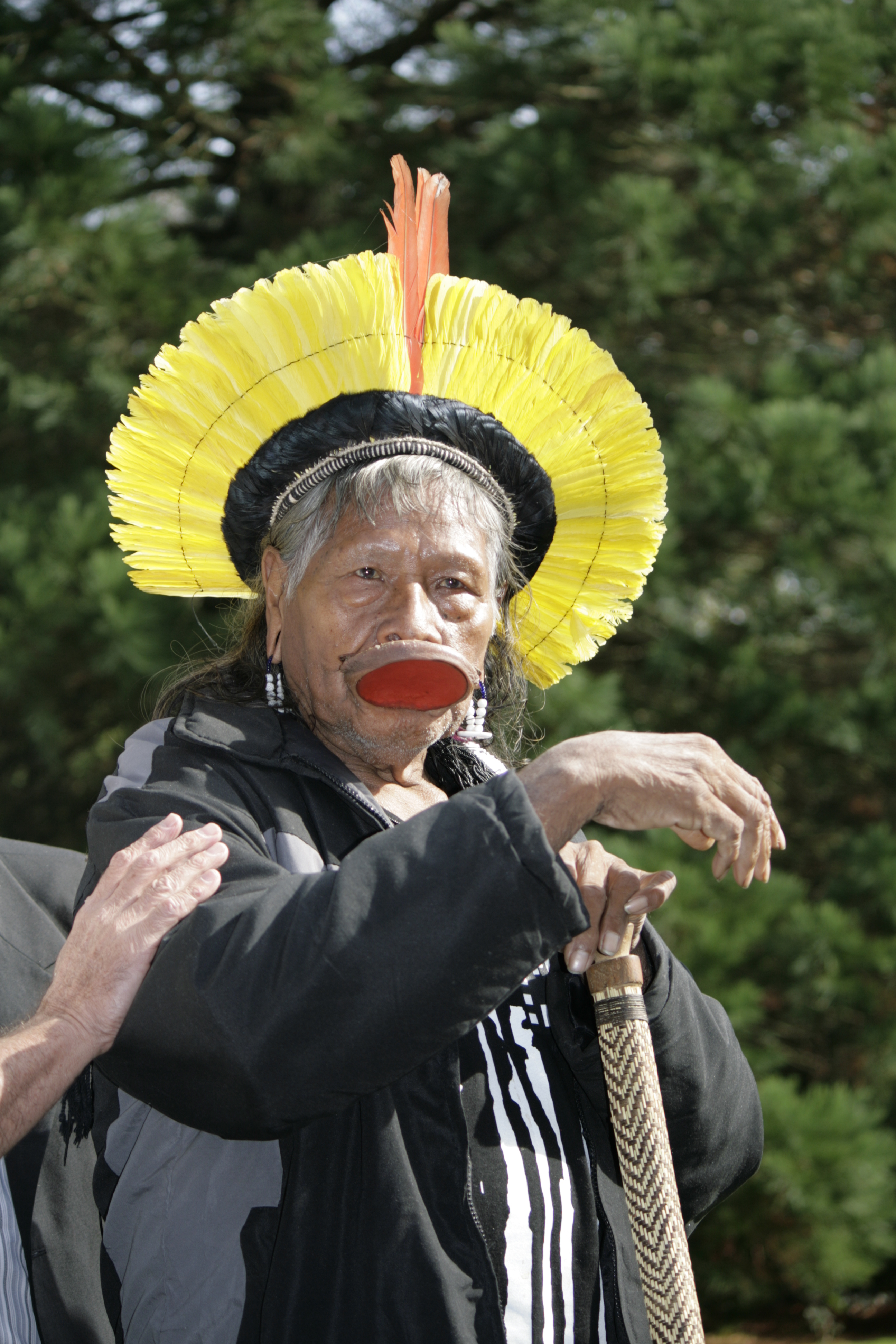
O cacique Raoni, uma das mais importantes lideranças indígenas do Brasil

Enquanto isso, a conscientização e articulação dos índios brasileiros se fortalecia e buscava maior liberdade em relação a uma postura do governo entendida como paternalista e assistencialista, e já considerada mais nociva do que benéfica. Lideranças como Marçal de Souza, Ailton Krenak, Mário Juruna, Marcos Terena e Raoni, começavam a se tornar notórias nacional e até internacionalmente, e continuavam a se comunicar com outros movimentos sociais, mas se encontravam ainda bastante desarticuladas entre si. Para sanar este problema, durante o Acampamento Terra Livre de 2005, foi criada a Articulação dos Povos Indígenas do Brasil (APIB), agregando uma série de associações regionais, procurando unificar a pauta de reivindicações e a política do movimento indígena. A APIB conquistou credibilidade e representatividade e tem se notabilizado na defesa dos direitos indígenas no país. Uma de suas ações mais notórias foi a participação na Cúpula dos Povos, realizada no Rio de Janeiro em 2012, paralelamente à Conferência das Nações Unidas sobre Desenvolvimento Sustentável. Segundo o cientista político Bruno Lima Rocha, a APIB "eleva o status desta luta, pois ao gerar a auto-representação, ultrapassa a condição de tutela e delegação indireta através de entidades como o Conselho Indigenista Missionário e as contradições permanentes na Fundação Nacional do Índio".
Igrejas, acadêmicos, ONGs e vários outros segmentos sociais nas décadas recentes têm dedicado atenção aos índios brasileiros, e lhes têm dado significativa ajuda em muitas de suas demandas relacionadas à questão das terras. Em 2006, após intensa pressão, o governo aprovou a criação da Comissão Nacional de Política Indigenista, subordinando-a à Funai, no intuito de "auxiliar na articulação intersetorial do governo e proporcionar uma maior participação e controle social indígena sobre as ações governamentais".
Entretanto, como será detalhado mais adiante, mesmo com todo esse amparo jurídico, institucional e moral, o desafio parece estar longe de ser resolvido, e o apoio efetivo que os índios recebem da sociedade como um todo tem sido insuficiente para assegurar os seus direitos previstos em Lei, multiplicando-se os abusos. O posicionamento do Conselho Indigenista Missionário, respeitada organização católica de defesa da causa indigenista, vinculada à Conferência Nacional dos Bispos do Brasil, expressa sinteticamente as principais críticas:
"O extermínio dos povos indígenas continua através do confinamento de povos e comunidades em terras insuficientes; da morosidade do governo na condução dos procedimentos de demarcação das terras, do descaso nas áreas de saúde e educação; da omissão do poder público diante das agressões cotidianas, da invasão de terras por madeireiros, grileiros, fazendeiros, das violências sistemáticas praticadas contra indígenas. Estas ameaças contra a vida desses povos não são, portanto, menores do que foram em outros tempos de nossa história".

## Demarcação

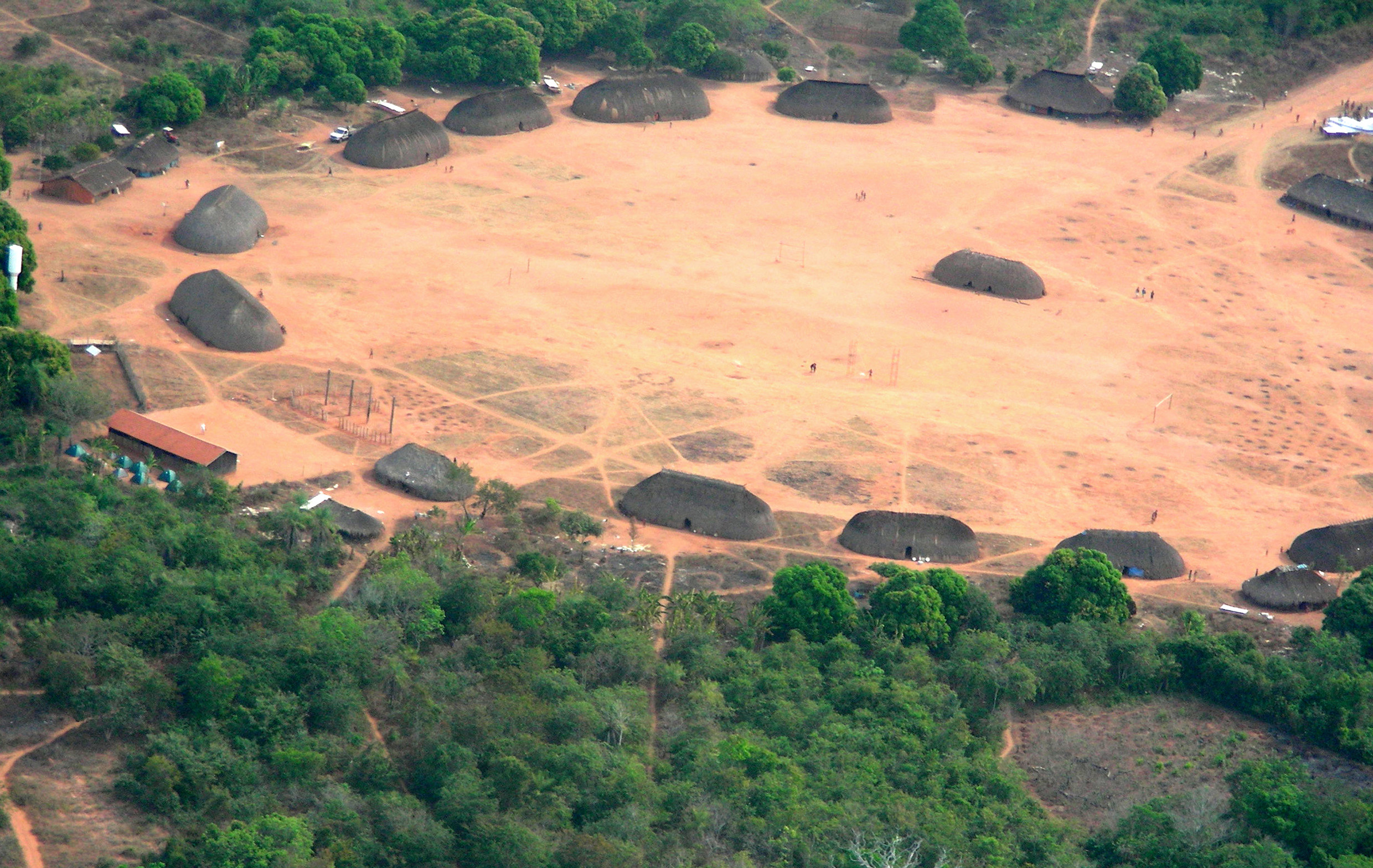
Aldeia indígena no Parque do Xingu

A posse da sua terra é a maior reivindicação dos indígenas brasileiros. O objetivo da demarcação é garantir materialmente o direito indígena à terra. A demarcação estabelece a extensão da área de usufruto dos índios e deve assegurar a proteção dos limites, impedindo sua ocupação por não-índios. A demarcação obedece a um processo sistemático, segundo o artigo 19 do Estatuto do Índio e regulado pelo Poder Executivo. Atualmente o procedimento é o estipulado no Decreto 1.775 de janeiro de 1996, e consta das seguintes etapas:
- Estudos de identificação

É feito um estudo antropológico por antropólogo de competência reconhecida pela Funai a fim de reconhecer a terra indígena por um prazo determinado. A seguir, um grupo técnico especializado, coordenado por um antropólogo e composto preferencialmente por técnicos da Funai, realiza estudos complementares. Este grupo realiza análises sociológicas, jurídicas, cartográficas, ambientais e um levantamento fundiário para definir os limites da terra indígena. O relatório a ser entregue à Funai deve conter os dados que constam na Portaria nº 14, de 09/01/96.
- Aprovação da Funai

O relatório é então apresentado para apreciação da Funai. Caso haja aprovação pelo presidente da Funai, ocorre a publicação do resumo do relatório no Diário Oficial da União e no Diário Oficial da unidade da federação onde se localizam as terras, em um prazo de quinze dias. O resumo também deve ser afixado na prefeitura local.
- Contestações

Todos os interessados podem contestar o reconhecimento da terra indígena, desde o início do processo até 90 dias da publicação do resumo no Diário Oficial. Para isto, encaminham à Funai suas razões e provas pertinentes. As contestações podem querer apontar vícios no relatório ou exigir indenizações. Após concluído o prazo de contestações, a Funai tem 60 dias para elaborar os pareceres sobre as contestações e encaminhá-las ao Ministério da Justiça.
- Delimitação

O ministro da justiça terá 30 dias para encaminhar uma resolução que pode ser: declarar os limites da área e determinar a sua demarcação física; prescrever diligências a serem cumpridas em mais 90 dias, ou desaprovar a identificação, publicando decisão fundamentada no parágrafo 1º. do artigo 231 da Constituição.
- Demarcação física

Em caso de declaração dos limites da área, cabe à Funai a demarcação física. Ao Incra cabe o reassentamento da população não-índia que possa ocupar o local.
- Homologação

Cabe ao presidente da República a homologação da terra indígena.
- Registro

Após a homologação, o registro das terras deve ser efetuado em 30 dias no cartório de imóveis da comarca onde se localizam as terras e no Serviço de Patrimônio da União.
Após todo esse trabalhoso processo, as terras devem passar por uma série de outras regularizações para corrigir problemas existentes, como a presença de posseiros ou explorações indevidas de recursos naturais. Outras ações são ainda necessárias para assegurar aos índios a preservação de suas culturas, sua identidade social e a plena cidadania de seus indivíduos.

## Área e população

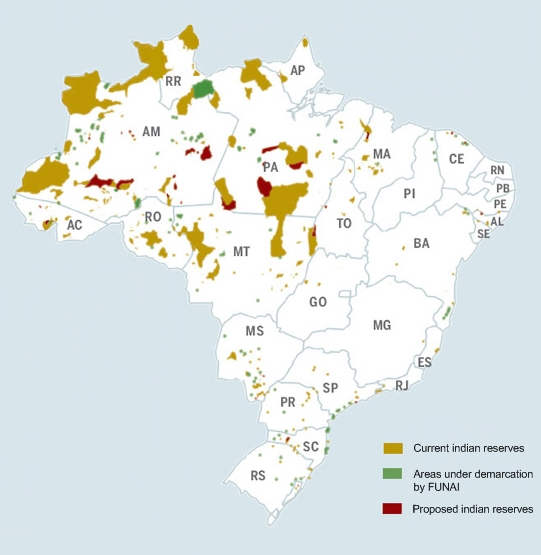
Mapa das terras indígenas brasileiras com dados de 2008. Em laranja, as terras demarcadas; em verde estão aquelas em fase de demarcação, e em vermelho escuro, as novas propostas

Sua área total está sempre em mudança, muitas terras estão judicializadas ou ainda em fase de identificação e delimitação. Em 2006 as terras perfaziam 125 545 870 hectares. Em 2009 eram 611 áreas que ocupavam 105 672 003 ha, divididos entre terras delimitadas (33; 1,66%), declaradas (30; 7,67%), homologadas (27; 3,40%) e regularizadas (398; 87,27%), incluindo 123 terras em estudo, com área ainda por pesquisar e definir. Em 2020 havia 120 áreas em processo de identificação, num total de 1 084 049 hectares; 43 identificadas (2 179 316 ha); 74 declaradas (7 305 639 ha) e 486 já homologadas (106 858 319 ha). No total, 723 áreas estavam em processo de avaliação ou já consolidadas legalmente, com uma área total de 117 427 323 ha.
De acordo com a Funai, em 2017 havia também 115 registros de povos isolados na Amazônia Legal, 28 foram confirmados, outros 86 permaneciam em investigação. Existem grupos que estão requerendo o reconhecimento de sua condição de indígena para garantir suas terras. Na Amazônia Legal situam-se 98% das terras indígenas do país em mais de 400 áreas, ocupando cerca de 21% da Amazônia. O restante está distribuído entre as outras regiões.
A contagem populacional no Brasil, no quesito étnico, depende da autodeclaração das pessoas. O censo de 2022 do IBGE acusou uma população de 1 694 836 pessoas que se identificavam como índios, com 914 746 vivendo em zonas urbanas e 780 090 em zonas rurais. Dos 5 570 municípios brasileiros, apenas 737 não têm nenhuma população autodeclarada indígena. Porém, os números podem ser enganosos. Segundo o Instituto Socioambiental, nas provas-piloto para o Censo de 2010 foram registrados casos em que os indígenas não parecem ter compreendido bem as perguntas, e se identificaram como pardos ou amarelos. Estão divididos em 279 povos, respondendo por cerca de 0,83% da população total do país. O predomínio está na região Norte, com 753 780 pessoas de etnia indígena. Com uma população original no século XVI estimada de 2 a 5 milhões de pessoas, talvez mais, após registrar um declínio constante até a década de 1980, hoje a população indígena está crescendo, embora algumas etnias não estejam acompanhando esta tendência e se aproximem da extinção. Sete povos tinham, na data do levantamento de 2010, menos de 40 integrantes. Historicamente muitos já foram extintos.

### Territórios indígenas por estado (2022)
| Bandeira | Estado              | Número de TIs | Proporção da área estadual |
| -------- | ------------------- | ------------- | -------------------------- |
|          | Acre                | 36            | 15,68%                     |
|          | Alagoas             | 13            | 0,99%                      |
|          | Amapá               | 6             | 8,36%                      |
|          | Amazonas            | 176           | 29,37%                     |
|          | Bahia               | 31            | 0,57%                      |
|          | Ceará               | 10            | 0,14%                      |
|          | Distrito Federal    | 0             | 0%                         |
|          | Espírito Santo      | 3             | 0,40%                      |
|          | Goiás               | 7             | 0,11%                      |
|          | Maranhão            | 23            | 7,44%                      |
|          | Mato Grosso         | 89            | 16,72%                     |
|          | Mato Grosso do Sul  | 66            | 2,52%                      |
|          | Minas Gerais        | 18            | 0,23%                      |
|          | Pará                | 68            | 25,17%                     |
|          | Paraíba             | 4             | 0,60%                      |
|          | Paraná              | 32            | 0,63%                      |
|          | Pernambuco          | 18            | 2,10%                      |
|          | Piauí               | 3             | 0,01%                      |
|          | Rio de Janeiro      | 6             | 0,11%                      |
|          | Rio Grande do Norte | 0             | 0%                         |
|          | Rio Grande do Sul   | 61            | 0,40%                      |
|          | Rondônia            | 30            | 21,13%                     |
|          | Roraima             | 35            | 46,42%                     |
|          | Santa Catarina      | 29            | 1,03%                      |
|          | São Paulo           | 35            | 0,30%                      |
|          | Sergipe             | 2             | 0,20%                      |
|          | Tocantins           | 13            | 9,36%                      |
|          | Brasil              | 805           | 13%                        |

1. ↑  Em 2022. Algumas TIs cruzam fronteiras estaduais e são contadas duas vezes.
2. ↑  Aproximado. Veja acima.

## Conflitos e controvérsias

### Políticas públicas e legislação
O governo brasileiro deve assegurar aos índios os seus direitos previstos em Lei. Vários ministérios são envolvidos diretamente com a questão, como o da Justiça e o do Meio Ambiente, tendo a Funai como órgão supervisor da aplicação das políticas públicas para o índio, assessorada por vários outros e com a participação da sociedade. Seu orçamento passou de 100 milhões de reais em 2006 para 423,1 milhões em 2010. Foram designados muitos novos servidores, seus salários aumentaram, foi reconhecido o cargo de indigenista, e em anos recentes a instituição vem se desdobrando em inúmeras atividades. Podem ser destacadas, por exemplo, a criação da Comissão Nacional de Política Indigenista, a elaboração da Agenda dos Povos Indígenas e dos Territórios da Cidadania Indígena e o projeto para o novo Estatuto dos Povos Indígenas, além de serem criadas dezenas de novas reservas.

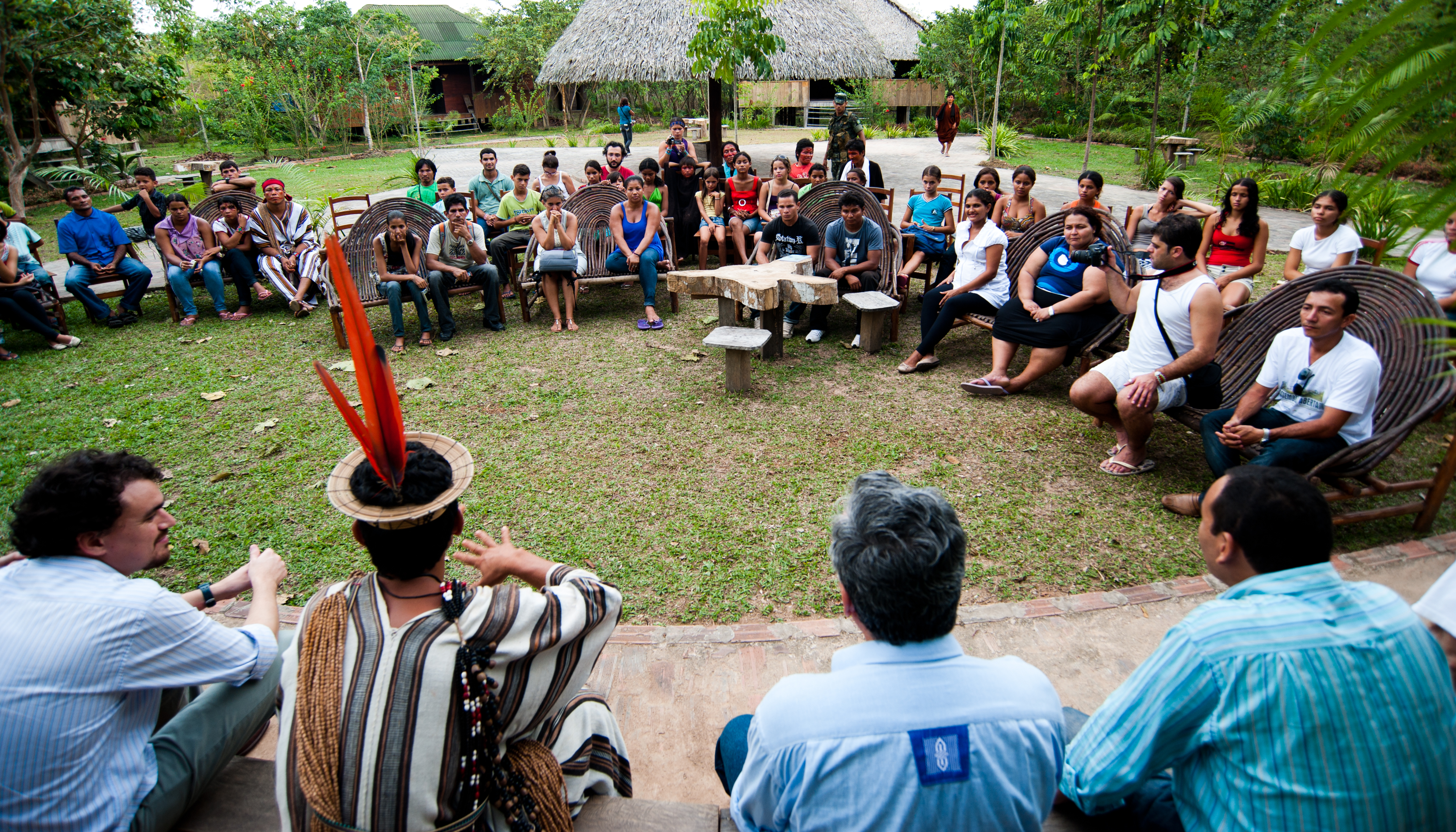
Ministro da Cultura, Juca Ferreira, participando de uma conversa com representantes do Governo do Acre e Líderes Indígenas, 2010

Também merece nota a criação da Política Nacional de Gestão Ambiental e Territorial de Terras Indígenas, que procura criar "estratégias integradas e participativas com vistas ao desenvolvimento sustentável e à autonomia dos povos indígenas". Estão incluídos na Política a formação de gestores indígenas e não-indígenas para que trabalhem cooperativamente, planos de manejo sustentável das terras, e assessoria aos povos durante as demarcações e nos processos de licenciamento ambiental em caso de explorações de recursos. Em 2013 foi criado o seu Comitê Gestor, com a participação de representantes do governo e das comunidades.
Até 2013 o governo buscou parcerias com a sociedade e a comunidade internacional para uma melhor administração da complexa questão territorial indigenista, implementando muitos outros programas que lhe são interligados, entre eles de proteção contra a violência, cooperação internacional, regularização fundiária, pesquisa científica, divulgação, promoção da qualidade de vida, assistência médica, fomento de atividades produtivas, proteção do patrimônio histórico, arqueológico e imaterial, combate à miséria, educação geral e capacitação técnica.
A posse de suas terras tradicionais é fundamental para os povos indígenas. São consideradas sagradas, nelas estão sepultados seus ancestrais, nelas se originam seus mitos, e elas sustentam toda sua cultura e o seu modo de vida, que são a marca da identidade singular de cada povo. A igualdade dos povos indígenas diante dos outros povos, o seu direito à autodeterminação e o seu direito à preservação das suas terras e culturas são reconhecidos internacionalmente, e estão consagrados na Declaração das Nações Unidas sobre os Direitos dos Povos Indígenas. da qual o Brasil é signatário,

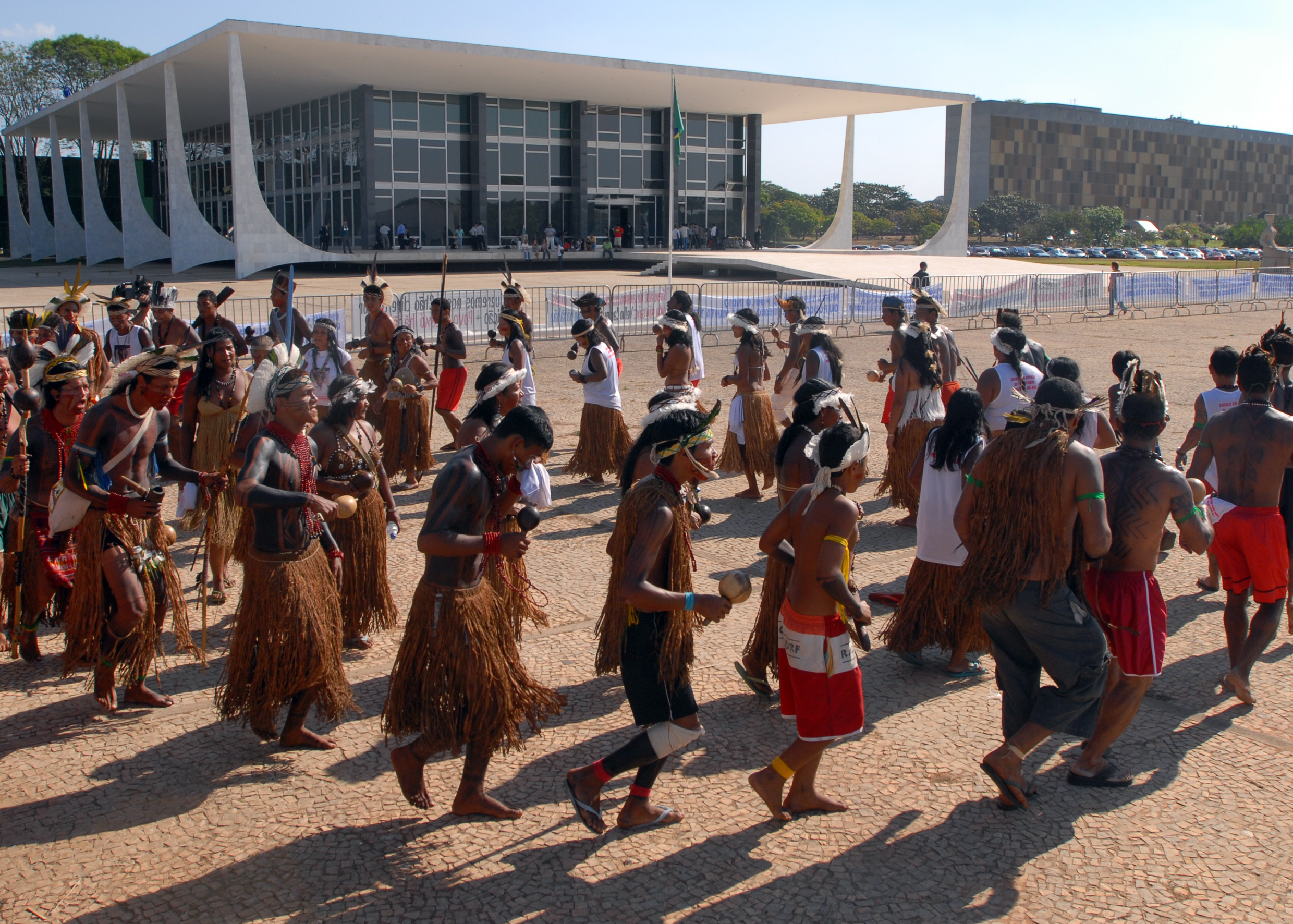
Índios Pataxó fazem protesto diante do Supremo Tribunal Federal pedindo a regularização de suas terras

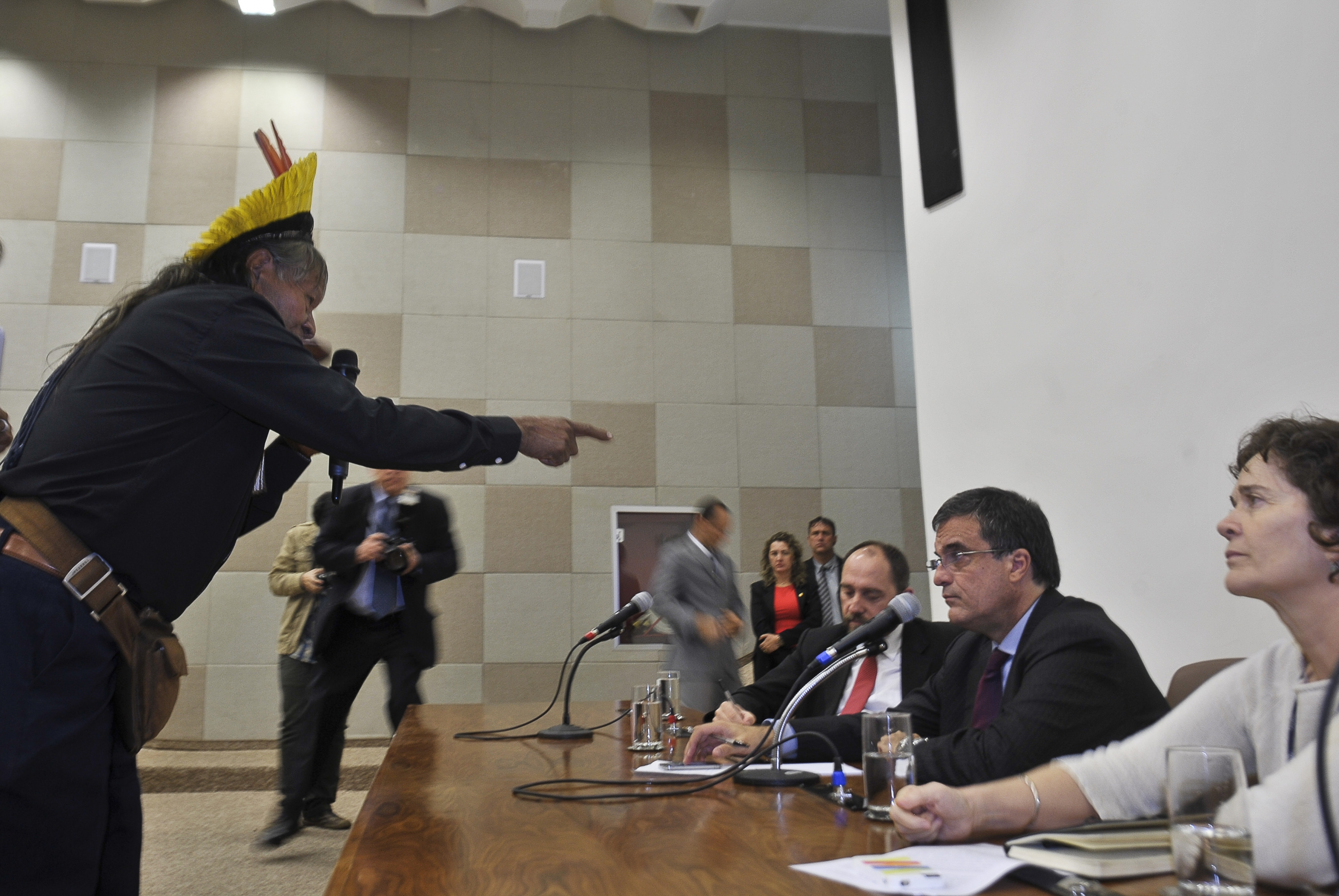
Lideranças da APIB são recebidas pelo Ministro da Justiça, José Eduardo Cardozo, e outros oficiais do governo em 16 de julho de 2012. Os índios protestam contra a Portaria 303, considerada uma ameaça à integridade das terras indígenas

Mas apesar disto e da provisão constitucional, a demarcação das terras indígenas brasileiras tem sido um problema crônico de ampla repercussão social. Segundo inúmeras entidades que representam esses povos, bem como na opinião de muitos outros simpatizantes e autoridades que ocupam posições de prestígio na ciência, na educação, no direito, na religião e outros setores, a política indigenista desenvolvida pelo governo nos anos recentes é injusta, indigna e escandalosa, atacando e enfraquecendo sistematicamente os direitos dos índios no Congresso e outras instâncias oficiais, que teriam o dever de assegurar-lhes o cumprimento dos seus direitos constitucionais, com isso reafirmando mais uma vez o tratamento discriminatório, negligente e explorador que os povos nativos vêm recebendo desde os tempos coloniais.
Entre as leis consideradas sérias ameaças à sobrevivência e à integridade cultural dos índios, pode ser citada a Portaria 303/12, publicada por pressão da bancada ruralista, e objetivada como uma autorização para o governo realizar projetos em suas terras sem consulta prévia, como manda o texto constitucional, alegando-se o relevante interesse da União. Em 2012, Maria Luiza Grabner, Procuradora-regional da República em São Paulo, afirmou que os casos irregulares já se verificam em grande número: "Essa é uma das maiores queixas dos povos indígenas. Os empreendimentos estão acontecendo, os projetos de lei estão sendo aprovados sem que exista uma real consulta. Muitas vezes, o que ocorre é uma comunicação, somente informando que o projeto será realizado, mas sem que seja construído um acordo". Na apreciação da antropóloga Manuela Carneiro da Cunha, uma das mais respeitadas estudiosas da questão indígena, "o governo rifa os direitos indígenas", pondo em andamento "uma ofensiva sem precedentes no Congresso contra os índios. [...] A presidente parece estar cada vez mais refém do PMDB e do agronegócio, que se aliou aos evangélicos. Esse bloco se opõe ferozmente à demarcação e à desintrusão (retirada de invasores) das áreas indígenas". Ela continua, dizendo:
"A legislação colonial e todas as constituições do Brasil sempre reconheceram os direitos dos índios às suas terras. Mas uma coisa é o princípio, outra sua aplicação. Na fábula clássica, o lobo encontra justificações sucessivas para devorar o carneiro. [...] Estamos assistindo a um remake do Brasil passado, como se o século XX nunca houvesse existido. Voltamos a ser exportadores de commodities, voltamos a explorar riquezas sem consideração pelos custos humanos e ambientais. E voltamos também ao expediente dos séculos XVI e XVII: afirma-se o princípio, mas abrem-se exceções que o tornam inócuo. É o que tenta fazer o Projeto de Lei 227/2012: define o relevante interesse da União com tal latitude que as garantias constitucionais dos índios se tornam letra morta".

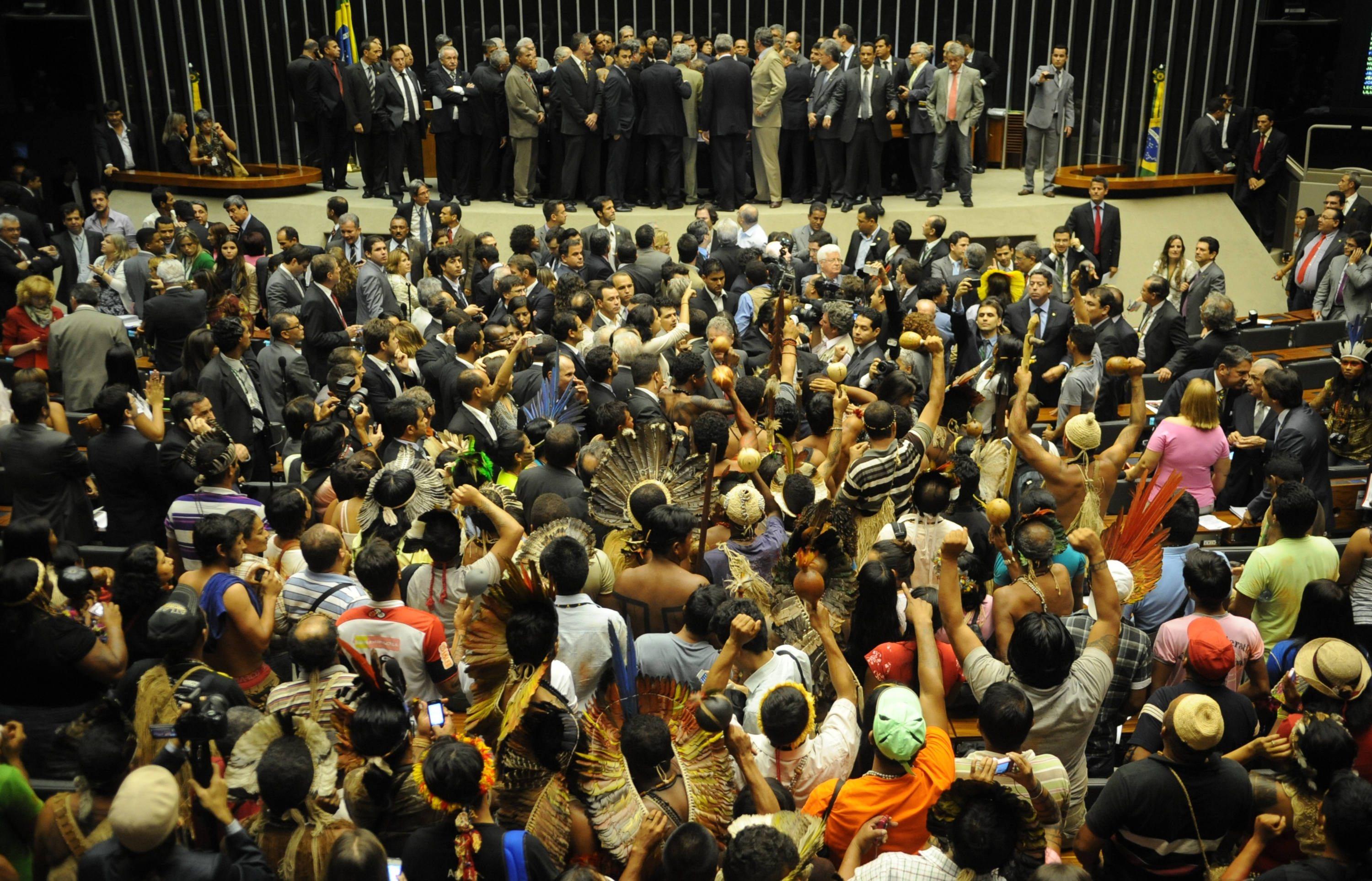
O plenário da Câmara dos Deputados invadido pelos indígenas, 2013

Em 16 de abril de 2013, inconformados com a PEC 215, que transferia ao Congresso Nacional os poderes para demarcar terras indígenas, centenas de índios invadiram o plenário da Câmara dos Deputados. Depois de dois anos esperando para serem recebidas pela Presidência, em 18 de abril mais de 700 lideranças, representando 121 povos indígenas, expressaram sua indignação nos seguintes termos:
"Protestamos porque nossos parentes estão sendo assassinados, porque nossas terras não são demarcadas. Pedimos uma audiência com Dilma, mas o máximo que nos ofereceram foi uma conversa com o ministro Gilberto Carvalho e um encontro com os demais ministros nesta sexta-feira, 19 de abril, Dia do Índio, para o governo ter uma foto para suas propagandas (mostrando) que é preocupado com as questões dos índios. Não, não queremos mais falar com quem não resolve nada! Há dois anos entregamos, nós povos indígenas, durante o Acampamento Terra Livre 2011, uma pauta de reivindicações para esses ministros e nada foi encaminhado. De lá para cá perdemos as contas de quantas vezes em que Dilma esteve com latifundiários, empreiteiras, mineradores, a turma das hidrelétricas. Fez portarias e decretos para beneficiá-los e quase não demarcou e homologou terras tradicionais nossas. Deixou sua base no Congresso Nacional entregar comissões importantes para os ruralistas e seus aliados".
A presidente encontrou-se com os índios mais tarde, e afirmou que o Brasil é um país onde as leis são cumpridas, e garantiu que o governo vai prosseguir na regulamentação da Convenção 169 da Organização Internacional do Trabalho, que obriga os projetos em terras indígenas obterem o consentimento prévio dos ocupantes, mas defende uma solução negociada para os conflitos, considerando que além dos indígenas, outros setores precisam ser ouvidos. Sônia Guajajara, representante indígena, definiu o encontro com Dilma como "histórico", porque atendeu a um desejo antigo dos povos e abriu a porta do diálogo, mas foi repudiada a decisão da Presidência de mudar a consulta nas demarcações, bem como os empreendimentos de infraestrutura em terras indígenas "sem o consentimento livre, prévio e informado" dos índios. Eles também exigiram ter participação ativa em todos os processos e a revogação de instrumentos legais ofensivos e prejudiciais à sua causa, bem como várias outras medidas, para, segundo declararam, evitar "a extinção programada" de suas etnias que vem sendo orquestrada pelo governo.
Apesar de alguns avanços nas últimas décadas, que resultaram entre outros benefícios no notado crescimento da população nativa e da área de suas terras, os programas governamentais mais recentes vêm gerando vasta controvérsia e importantes retrocessos. No governo Bolsonaro a situação legal dos indígenas se tornou ainda mais grave. Segundo Marcos Pereira Rufino, 
"As ações do governo federal no âmbito da política indigenista, no governo de Jair Bolsonaro, caracterizam-se por um forte antagonismo aos direitos territoriais indígenas, consagrados na Constituição de 1988, e às políticas públicas de atenção a essas populações estabelecidas ao longo dos governos civis nas últimas três décadas. Como presidente, Jair Bolsonaro esforçou-se em cumprir a promessa de campanha de não demarcar nenhuma Terra Indígena em seu governo, evitando, assim, criar territórios que  podem, segundo suas palavras, se tornar 'novos  países  no  futuro'. Além dos obstáculos a novas demarcações e de diversas iniciativas que atacam direitos consolidados na Constituição Federal, o presidente, como também outros membros de seu governo, já fizeram declarações hostis e impertinentes sobre os povos indígenas do país, expressando um misto de cólera e temor, indignação e receio, e reproduzindo uma estrutura discursiva há muito presente na fala de segmentos políticos e econômicos que o apoiaram na campanha eleitoral de 2018, como aqueles vinculados à agropecuária, à mineração, à atividade madeireira".

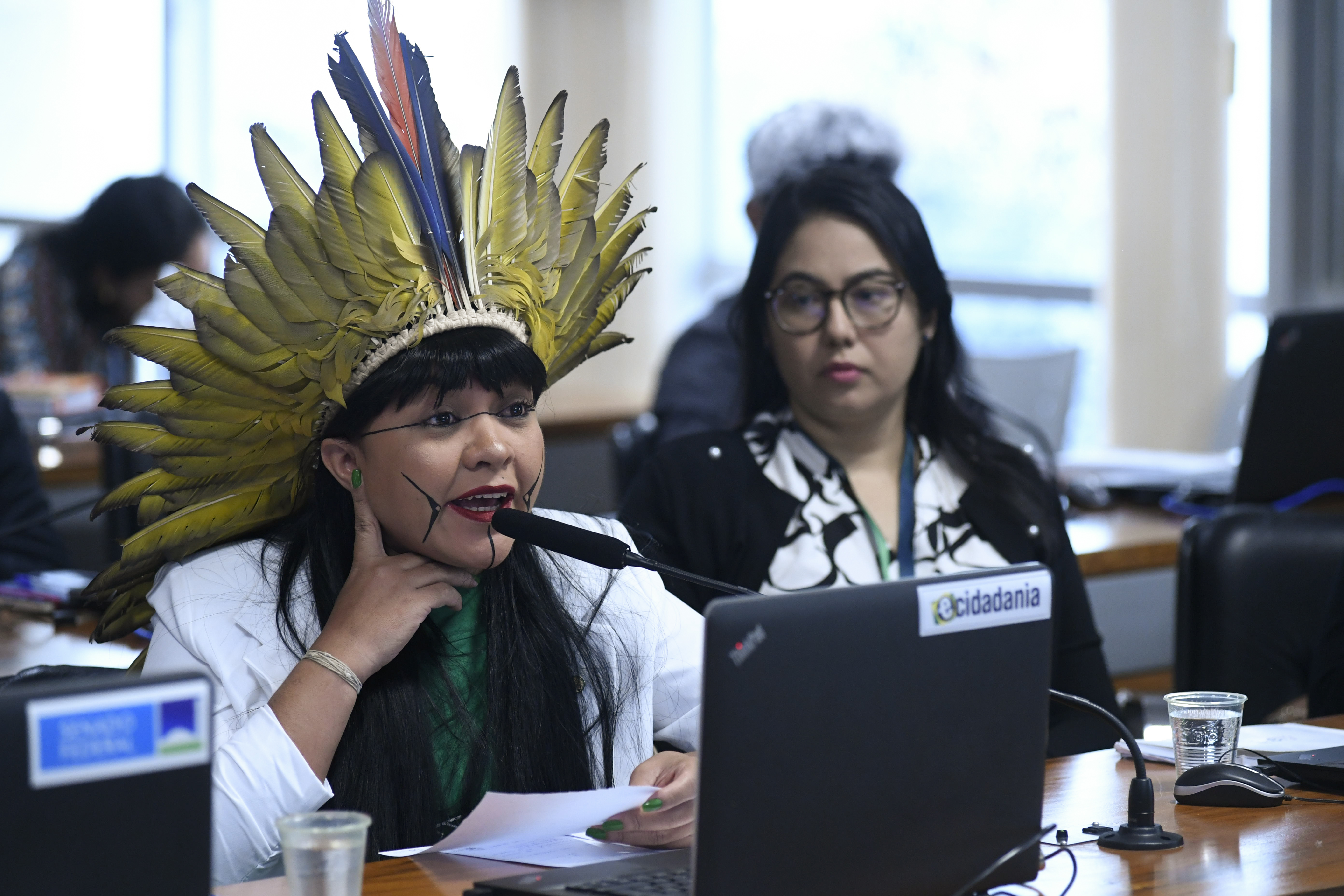
Depoimento da deputada Célia Xakriabá na Comissão Parlamentar que acompanhou a crise humanitária entre os ianomâmi, 2023

Em seu mandato foram assassinados 795 indígenas, segundo o relatório do Conselho Indigenista Missionário, que acrescentou a invasão de terras, negligência ou negativa de assistência médica, redução de verba pública para órgãos de proteção, racismo, ameaças e violência física e sexual como causas estruturais que contribuem para o extermínio de indígenas. Segundo dossiê da associação de servidores da Funai Indigenistas Associados (INA) e do Instituto de Estudos Socioeconômicos, a Funai foi desaparelhada e desestruturada, e em termos de orientação, "sob o governo Bolsonaro, a Fundação Nacional do Índio (Funai) tem implementado uma política que cabe chamar de anti-indigenista. [...] A Funai é um caso gritante da prática de destruição de políticas que foi acionada em nível federal no Brasil durante o ciclo governamental 2019-2022. A erosão por dentro da política indigenista se soma à de políticas como a ambiental, a cultural, a de relações raciais, naquilo que diferentes pesquisadores vêm demonstrando, por meio de noções como infralegalismo autoritário ou assédio institucional, ser em verdade o modus operandi do governo Bolsonaro". Segundo Bruna Bronowski, "o governo Bolsonaro não demarcou nenhum centímetro de Terra Indígena no Brasil, como prometido antes da posse. Sua política indigenista é considerada 'genocida' e promotora da 'naturalização' da morte indígena".

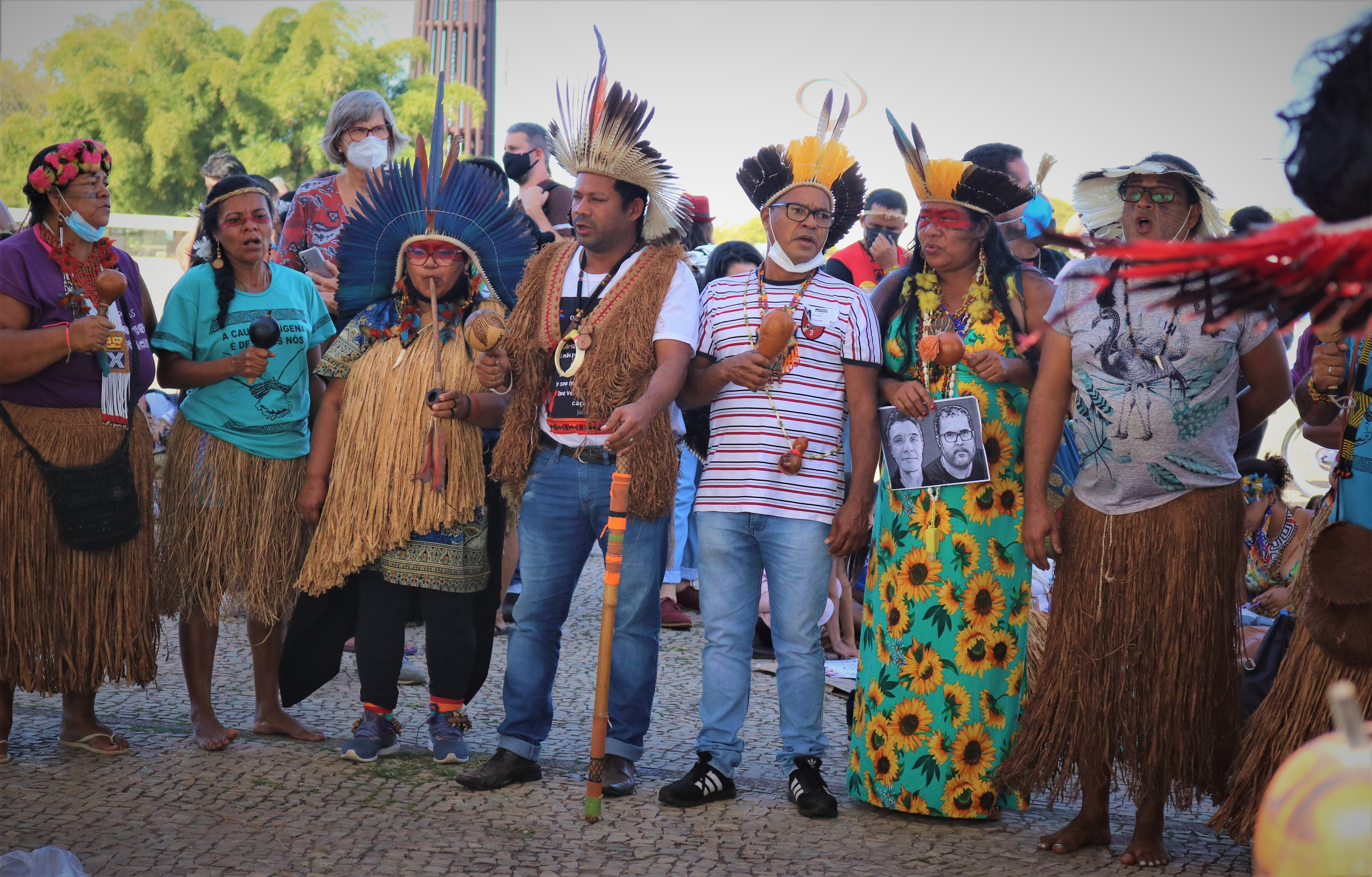
Ato contra o marco temporal, 2022

Uma boa notícia recente para os indígenas foi a derrubada em 2023, pelo Supremo Tribunal Federal, da tese do marco temporal para a demarcação de suas terras, que previa a demarcação apenas se fosse comprovada ocupação no ano de 1988, data da promulgação da Constituição. A vitória, no entanto, não significou o encerramento da questão, e a bancada ruralista prometeu reagir. Segundo o vice-presidente da Frente Parlamentar da Agropecuária, Evair de Mello, "vamos precisar tomar algumas atitudes do ponto de vista regimental. [...] Podemos obstruir as pautas do governo, podemos apresentar um texto novo e levar para o plenário. No ponto de vista do parlamento, tudo é possível". A bancada ruralista tem a maioria no Congresso e, cumprindo o prometido, pouco depois, em outubro, o Congresso aprovou em regime de urgência a Lei 14.701, que altera o texto constitucional para autorizar o princípio do marco temporal. O Ministério Público entendeu a Lei como inconstitucional e antagônica a tratados internacionais assinados pelo Brasil, e o presidente Lula vetou seus pontos principais. Em 14 de novembro o Congresso derrubou por ampla maioria o veto presidencial sobre a maioria dos tópicos vetados, e também removeu várias proteções às terras indígenas: proibiu a ampliação de terras já demarcadas, autorizou atividades das forças armadas e Polícia Federal e instalação de bases militares sem consulta prévia às comunidades, e autorizou a expansão de rodovias, exploração de energia elétrica e resguardo de riquezas naturais consideradas de interesse estratégico, também sem consulta prévia. O Ministério dos Povos Indígenas anunciou que acionará a Advocacia-Geral da União para entrar com uma ação de inconstitucionalidade no Supremo Tribunal Federal. Segundo o repórter da BBC Leandro Prazeres, "o embate entre o governo e os ruralistas ainda está longe de acabar".

### Pressões do desenvolvimento

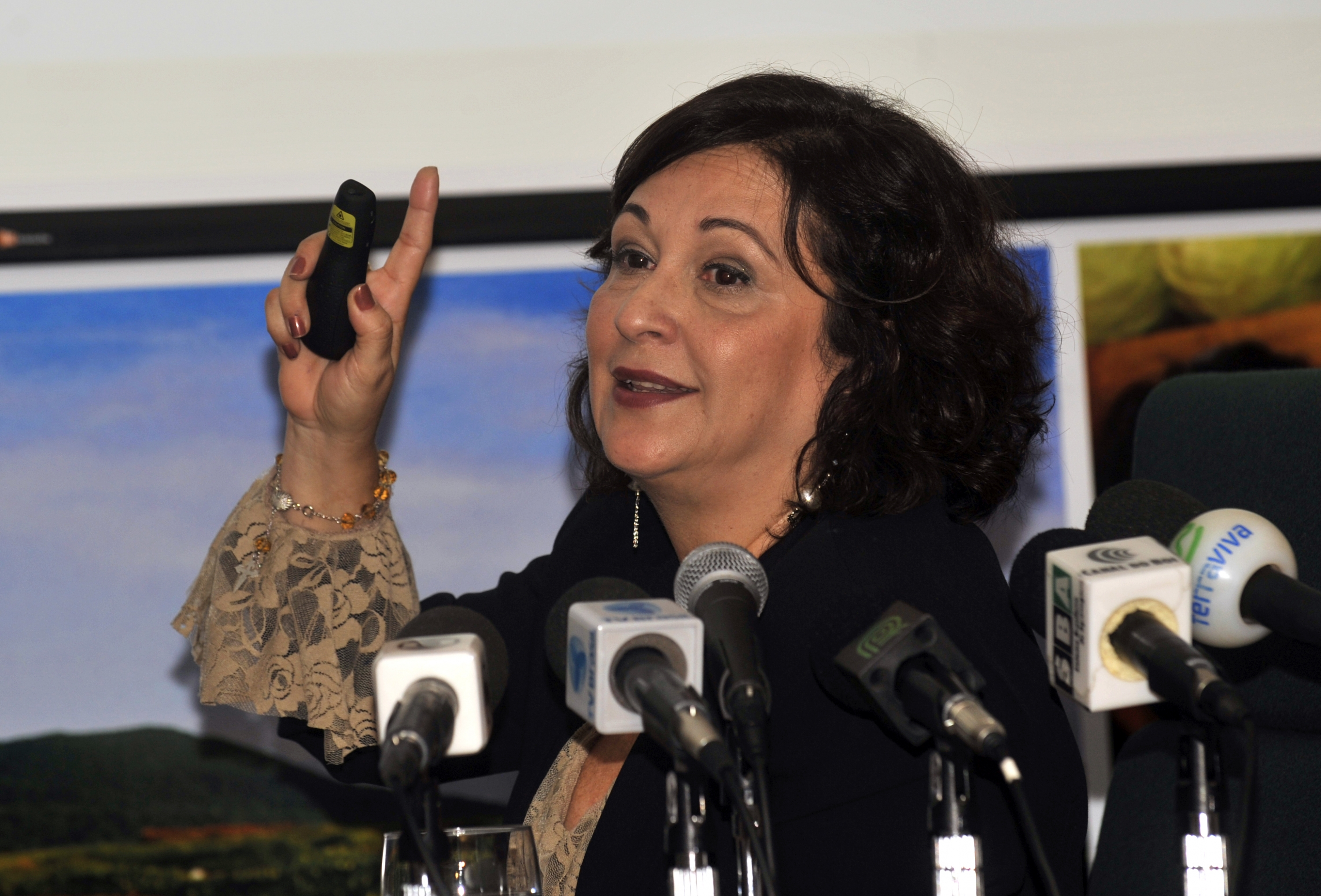
A senadora Kátia Abreu, importante líder do agronegócio, falando sobre os problemas derivados da demarcação de terras indígenas

A oposição aos interesses dos índios é grande entre vários outros setores da sociedade, especialmente os ligados ao desenvolvimento econômico, que movimentam grande capital e exercem maciça influência política. O agronegócio é o setor que mais recebe acusações dos indigenistas, e é um dos mais influentes na direção dos rumos políticos e econômicos do país. Sua força está em sua grande participação nas exportações: em 2019 respondia por 43% do total, e desde 2011 vem gerando receitas anuais acima dos 90 bilhões de dólares. A maioria das queixas dos ruralistas circula em torno do argumento de que os índios são poucos e suas terras grandes demais, roubando um espaço que poderia ser usado como área de cultivo ou pastagem para o gado, e por isso seriam um entrave e uma ameaça para a segurança alimentar e a economia do país, mas essa alegação carece de fundamento sólido, pois avaliações de técnicos da Embrapa e um parecer da Sociedade Brasileira para o Progresso da Ciência, em conjunto com a Academia Brasileira da Ciência, afirmam que não falta terra no Brasil, o que falta é o seu melhor aproveitamento. Calcula-se que haja no país 340 milhões de hectares de terras agriculturáveis, sendo a metade de pastagens. Mas pelo menos 100 milhões de hectares de pastagens estão subaproveitados. Na apreciação do Conselho Indigenista Missionário (CIMI),
"A bancada ruralista ataca os direitos dos povos por meio de diferentes instrumentos na Câmara dos Deputados e no Senado Federal. Há mais de uma centena de proposições legislativas contrárias aos direitos dos povos em tramitação nas duas casas do Congresso. Dentre elas destacam-se as Propostas de Emendas Constitucionais (PECs) 215/2000, 038/1999 e 237/2013. Os povos indígenas sabem que os ruralistas querem fazer com a PEC 215/2000, hoje, o mesmo que fizeram com o Código Florestal em 2012: flexibilizar os direitos dos povos e ter nas próprias mãos o poder para não demarcar as terras indígenas no país. [...] Demarcações paralisadas pelo Governo Federal e ruralistas no ataque para impedir novas demarcações, rever as demarcações já realizadas e explorar as terras demarcadas. É isso que os povos indígenas enxergam na conjuntura política indigenista do Brasil. É contra este ataque sincronizado do Governo Federal e do agronegócio que os povos reagem na perspectiva de que seus direitos sejam preservados e efetivados. Uma reação, portanto, em legítima defesa de suas existências enquanto indivíduos e povos".
Outros setores econômicos também são influentes. A mineração é uma causa de intensas disputas. Segundo a Constituição, "a pesquisa e a lavra das riquezas minerais em terras indígenas só podem ser efetivados com autorização do Congresso Nacional, ouvidas as comunidades afetadas, ficando-lhes assegurada participação nos resultados da lavra, na forma da lei". Mas a matéria ainda não foi regulamentada. Em terras indígenas toda mineração na forma de garimpo é vedada aos não-indígenas, mas garimpeiros clandestinos são comuns. As terras dos Cinta Larga, por exemplo, foram invadidas por 5 mil garimpeiros, especuladores, contrabandistas e grupos organizados depois que se descobriu serem ricas em diamantes, cassiterita e outros minérios. Um estudo do Instituto Socioambiental publicado em abril de 2013 mostrou a pressão que a mineração impõe: "Existem 152 terras indígenas na Amazônia potencialmente ameaçadas por projetos de mineração. Todos os processos minerários em terras indígenas estão suspensos, mas, se fossem liberados, cobririam 37,6% das áreas". Tramita no Congresso o polêmico Projeto de Lei 1.610 almejando exatamente essa liberação. Segundo o advogado Raul Silva Telles do Vale, do Instituto Socioambiental, as terras indígenas são muito mais valiosas como usinas de geração de serviços ambientais do que como campos de mineração de recursos naturais finitos. Impactos ambientais da mineração incluem a poluição e assoreamento de rios, transformação do terreno e desmatamento, e surgem também vários impactos sociais pelo contato dos índios com populações estranhas. Na avaliação de Melissa Curi, professora da Universidade de Brasília e funcionária da Funai,
"O contato próximo de pessoas que exploram minérios com comunidades indígenas resulta sempre em prejuízo fatal para os índios, devido, principalmente, ao estilo de vida agressivo e imediatista dos primeiros. Além da violência, ocorre a transmissão de doenças altamente contagiosas e perigosas, como as venéreas, a tuberculose, a malária etc [...] e a introdução de valores típicos da sociedade dominante, como o fascínio pelo dinheiro e o que se pode adquirir com ele. Com a introdução desses novos hábitos, o que se constata, depois de certo tempo, é a deterioração da vida tribal, seguida da perda da identidade social e completada pelo enquadramento cultural e social à sociedade dominante, ou seja, a passagem de uma sociedade autônoma para uma minoria dependente".
Projetos hidrelétricos que se multiplicam nos últimos anos são outra das grandes fontes de conflito. A Coordenação das Organizações Indígenas da Amazônia Brasileira declarou em carta aberta seu repúdio à política do governo de investir em megaprojetos de energia que revertem em danos para povos indígenas, comunidades tradicionais e o meio ambiente, além de terem eficiência técnica duvidosa. A construção da Usina de Belo Monte se tornou o exemplo mais notório, cercada de grande violência e polêmica, até hoje não resolvida. As denúncias de violações de direitos humanos chegaram à Organização dos Estados Americanos, que solicitou explicações à Presidência da República e a paralisação das obras. O pedido foi ignorado, e em represália o embaixador do Brasil junto à organização foi chamado de volta e o governo ameaçou retirar fundos de apoio.

### Crise institucional e direitos humanos
O relacionamento entre os índios e o governo tem sido crônica e notoriamente tenso. Em nota oficial de 2013, a APIB esclareceu que "o apregoado 'processo participativo', no que diz respeito aos povos e organizações indígenas do país, mesmo com a realização de algumas reuniões isoladas e informais com alguns povos e comunidades, rigorosamente não tem acontecido. [...] A secretaria geral da Presidência da República [...] tem buscado descaracterizar as organizações do movimento indígena, alimentando a divisão interna, e enfraquecendo mais do que o movimento, mas o próprio órgão indigenista, a Funai, contrariando a perspectiva de fortalecimento da instituição, conforme o anseio dos nossos povos e organizações".
O sistema judiciário brasileiro não tem sido muito coerente em suas decisões, além de prolongar processos de demarcação por décadas, complicando ainda mais o assunto. A regularização das terras Pataxó, por exemplo, levou quase um século para ser decidida. Calcula-se que pelo menos 90% dos processos de demarcação estejam sendo contestados judicialmente. O Ministério Público foi acusado de ser um fantoche de ONGs internacionais, outros departamentos do governo são da mesma maneira acusados de corrupção. A própria Funai recebe críticas de ruralistas e do próprio governo. Ela já foi acusada de promover uma "indústria da demarcação de terra", facilitar a "importação" de indígenas do Paraguai para organizar invasões, e identificar fraudulentamente comunidades como indígenas para criar terras "tradicionais" inexistentes, numa política de confronto e engodo que seria incentivada também pelo CIMI, pelo Instituto Socioambiental, por ONGs e outras entidades. Até para muitos índios a Funai perdeu a credibilidade, apontando-a ora como sucateada, ora como defasada, incompetente ou povoada de funcionários corruptos que às vezes passam por cima de lideranças e comunidades que não concordam com suas políticas e cooptam outros com propinas. Em 2013 o governo interveio na Funai e tirou-lhe a atribuição exclusiva de realizar as demarcações, distribuindo parte de suas competências para outros órgãos ligados ao desenvolvimento social e econômico.
No governo Bolsonaro a política indigenista sofreu novos abalos, a Funai foi ainda mais enfraquecida e a atuação do órgão tem sido duramente criticada por indigenistas e ambientalistas, que a acusam de estar servindo a interesses prejudiciais aos índios, promovidos principalmente por empresários e evangélicos. Diversos cargos eminentemente técnicos foram ocupados por pessoas sem qualificação, seu orçamento sofreu cortes profundos, as terras indígenas passaram a ter sua situação legal ameaçada, novas demarcações foram suspensas, as invasões por grileiros, madeireiros, pecuaristas e mineradoras aumentaram em 150% desde sua eleição, e ocorreram diversos conflitos violentos. Segundo Márcio Santilli, do Instituto Socioambiental, "a Funai virou do avesso: a política indigenista atual promove o isolamento político e a divisão entre os índios para facilitar o esbulho das riquezas naturais das suas terras". Em janeiro de 2020 algumas das principais organizações indígenas publicaram um manifesto, onde dizem que "as ameaças e falas de ódio do atual governo estão promovendo a violência contra povos indígenas, o assassinato de nossas lideranças e a invasão das nossas terra". A situação recente tem chamado a atenção internacional, gerando diversos protestos no exterior. Segundo Fiona Watson, diretora de pesquisas da organização Survival International, "continuamos recebendo dezenas de relatórios de todo o Brasil sobre o que parece ser uma guerra aberta contra as comunidades indígenas". Sydney Possuelo, ex-diretor da Funai e defensor dos direitos indígenas, disse que "a situação dos povos indígenas do Brasil nunca foi boa. Mas, durante 42 anos de trabalho na Amazônia, este é o momento mais perigoso que já vi". David Karai Popygua, porta-voz dos guarani, declarou: "É como se nós, agora, fôssemos um alvo do Governo a ser eliminado". Bolsonaro também protocolou um projeto de lei para permitir a mineração nas reservas, gerando mais protestos. Para o secretário-executivo do Observatório do Clima, Carlos Rittl, "a agenda anti-ambiental continua e começou 2020 com muita voracidade. Dizendo que vai trazer algum benefício para as terras indígenas, vai continuar trazendo conflito, aumentar o desmatamento, a poluição nos rios, a contaminação por mercúrio, aumentar a ameaça de violência contra os povos indígenas e comunidades locais da Amazônia".
Há ainda denúncias de que alguns indígenas, incluindo caciques, favorecem criminosamente a exploração de seus próprios povos e terras aceitando suborno e vantagens pessoais e pressionando o poder público, às vezes mancomunados com integrantes da Funai e polícias, situações que acabam com frequência em violência e sofrimento, além de gerar mais retrocesso na construção de um diálogo produtivo em que haja a indispensável confiança, honestidade e boa vontade entre as partes. Porém, esses casos são poucos considerando o panorama geral. Segundo nota publicada pela Articulação dos Povos Indígenas do Brasil, "é preciso que se diga: a maioria dos povos e comunidades indígenas do Brasil não comunga com os anseios de uma minoria de indivíduos que se iludem e dobram às camufladas más intenções deste governo".

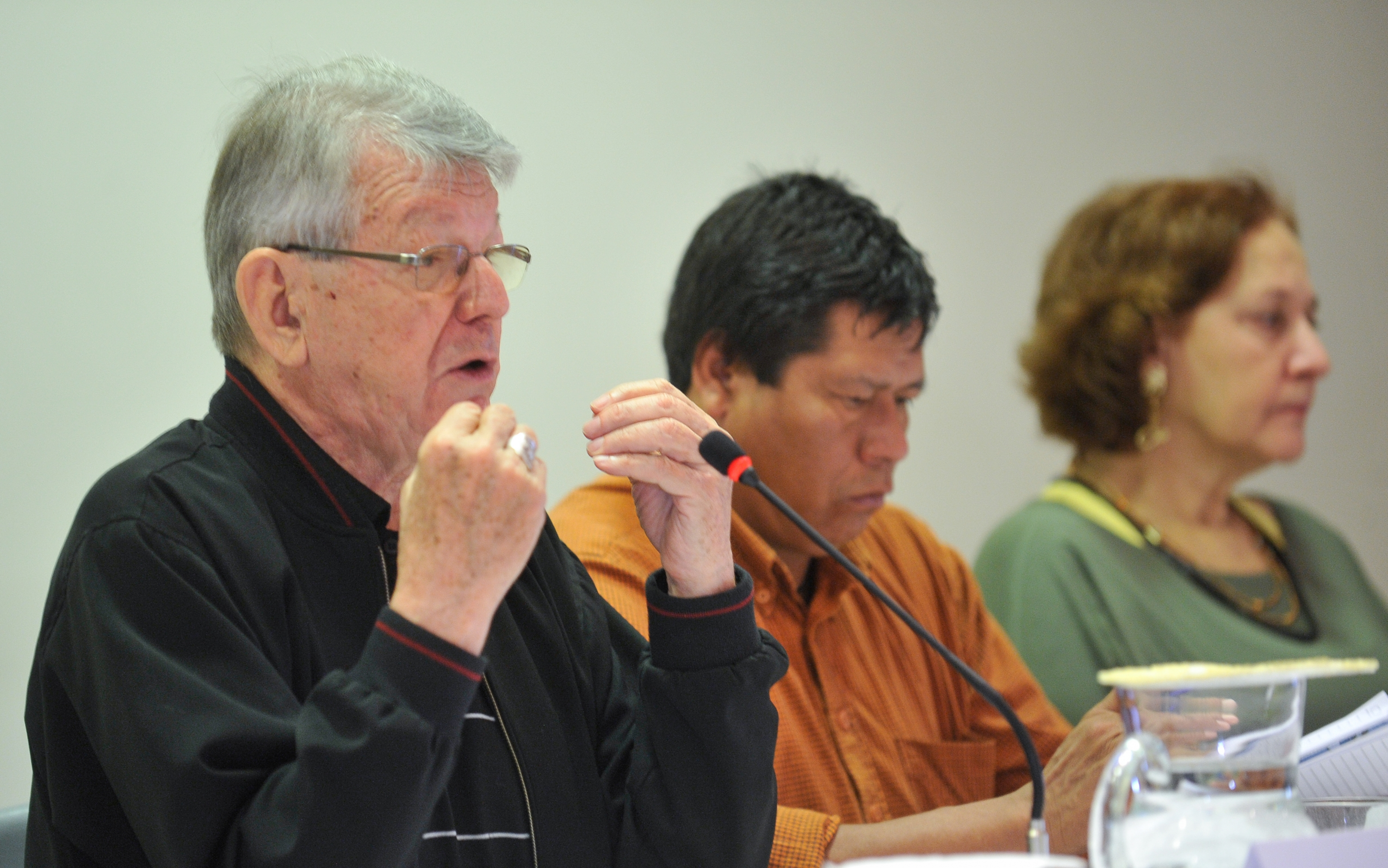
Representantes do Conselho Indigenista Missionário no lançamento do relatório Violência contra os Povos Indígenas 2012

Os conflitos que essas disputam desencadeiam têm chegado ao nível da luta armada. Vários confrontos violentos já foram verificados entre índios e tropas de segurança privada e pública, garimpeiros, empreiteiros, fazendeiros e outros grupos armados, com um saldo de muitas mortes. Em 2012 o índice de violência contra índios cresceu 237% em relação a 2011, em crimes geralmente associados à demarcação de terras. Segundo o CIMI, 563 índios foram assassinados nos últimos dez anos no país. De acordo com o CIMI, em 2018 a violência contra os índios continuava crescendo, com 110 assassinatos, além de 847 casos de omissão e morosidade na regularização de terras; 20 casos de conflito relativo a direitos territoriais; 96 casos de invasões de terra, exploração ilegal de recursos naturais e danos diversos ao patrimônio, e 59 casos de roubo de madeira e minérios, caça e pesca ilegais, contaminação do solo e da água por agrotóxicos, e incêndios, dentre outras ações criminosas. Os casos de suicídio de indígenas chegaram a 128. O relatório de 2019 do CIMI registrou 277 casos de violência contra indígenas, sendo que 113 resultaram em morte. Em 2018 houve 109 casos de invasão de terras indígenas, e em 2019 foram 825 casos. Aumentando a lista de queixas em um problema que é documentando globalmente, já foram feitas denúncias mesmo em fóruns internacionais, como a Organização Internacional do Trabalho e a Organização das Nações Unidas, que questionaram o governo sobre as irregularidades e crimes apontados, exigindo explicações e a tomada de providências reparadoras. Em novembro de 2019 o Coletivo de Advocacia em Direitos Humanos e a Comissão Arns apresentaram denúncia ao Tribunal Penal Internacional acusando Jair Bolsonaro de "crimes contra a humanidade" e "incitação ao genocídio contra os povos indígenas do Brasil". Em julho de 2020 a Articulação dos Povos Indígenas do Brasil apresentou denúncia ao Supremo Tribunal Federal argumentando que existe um racismo institucionalizado e que "está em curso um genocídio". Entre os conflitos recentes mais preocupantes estão aqueles envolvendo especificamente os índios Guarani-Kaiowá e os Cinta Larga, mais a demarcação da Terra Indígena Raposa Serra do Sol, a transposição do Rio São Francisco e a construção da Usina de Belo Monte, que afetaram várias dezenas de povos.

### Segurança
Militares de alta patente também vêm demonstrando preocupação, considerando as terras indígenas como potenciais ameaças para a segurança nacional, e isso pode constituir outro problema para os interesses dos índios. A presença e atividade da Polícia Federal do Brasil e dos órgãos militares nas terras indígenas são regulamentadas por lei, dando-lhes liberdade de trânsito e acesso nas terras indígenas, assegurando a instalação e manutenção de unidades militares e policiais, bem como a implantação de programas e projetos de controle e proteção da fronteira. Embora a legislação assegure aos órgãos de defesa o acesso às terras indígenas, a relação entre a atuação destes órgãos e as comunidades indígenas não ocorre sem conflitos, sobretudo nas áreas de fronteira internacional. Alguns militares alegam que as reservas que estão em fronteiras são pontos vulneráveis à invasão, e poderiam também servir de base para o crime organizado internacional. Há mais argumentos: para o general Luiz Eduardo Rocha Paiva, que está acompanhado por vários pares em suas controversas opiniões, segundo alguns estudiosos:
"As reservas passaram a constituir um problema para a soberania nacional depois que o Brasil ratificou, em 2007, a Declaração dos Direitos dos Povos Indígenas, na Organização das Nações Unidas. O documento estabeleceu, entre outros princípios, que os índios têm direito ao autogoverno, à livre determinação política, a instituições políticas e sistemas jurídicos próprios, a pertencer a uma nação indígena, a vetar atividades militares em suas terras, e ainda a aceitar ou não medidas legislativas da União. Ações militares, legislativas ou administrativas do Estado em território indígena deverão ser previamente consentidas pelos índios. Se isso de fato acontecer, nós vamos atomizar a Federação, porque há mais terras indígenas do que estados da Federação. E lembro que, se há terra, se há povo considerado nação e se há instituições políticas e jurídicas próprias, isso é um Estado-Nação. Aí que está a ameaça".
Nelson Jobim, ex-presidente do Supremo Tribunal Federal, e que foi também ministro da Defesa e ministro da Justiça, considera que a problemática da segurança nacional não se aplica à demarcação das terras indígenas, e toda a discórdia deriva do mau entendimento da Lei, pois o que deve estar em debate é a posse e usufruto da terra, e não sua propriedade, já que pelo texto constitucional todas as terras indígenas são bens inalienáveis da União.

### Cultura e ambiente

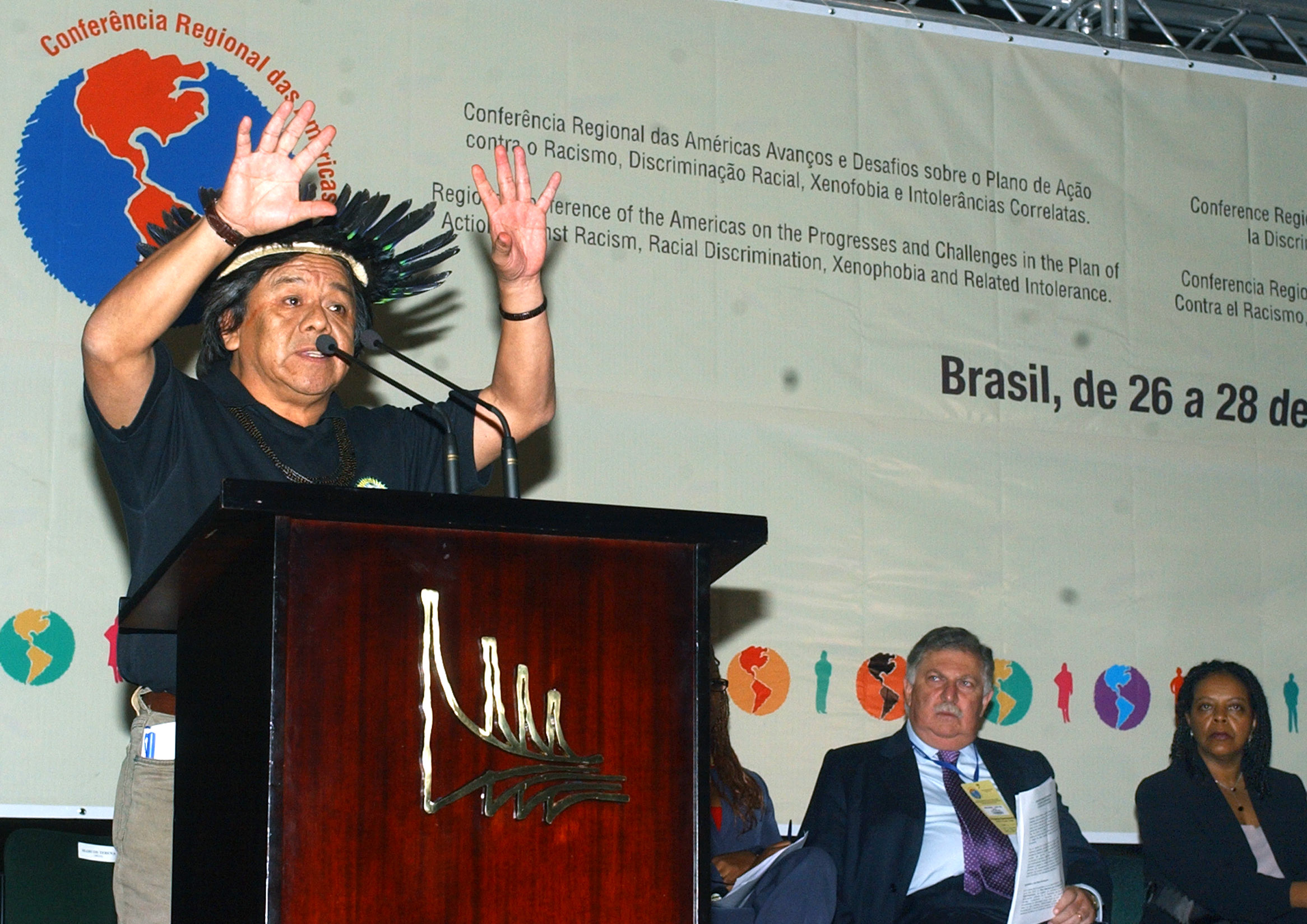
O líder indígena Marcos Terena falando na abertura da Conferência Regional das Américas de 2008, que teve a participação de 33 países e o apoio da ONU, e que tratou da revisão da I Conferência Mundial contra o Racismo.

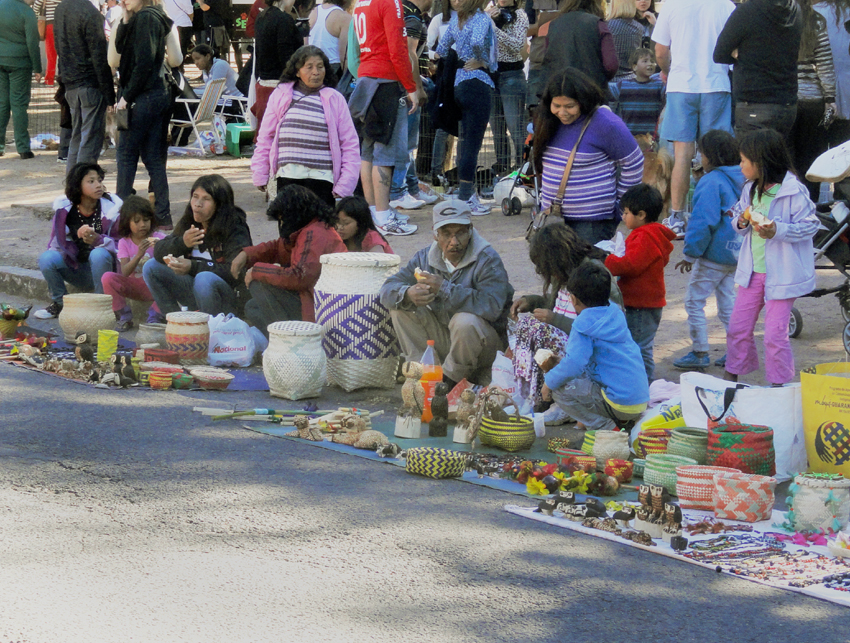
Índios Guarani vendendo artesanato nas ruas de Porto Alegre

A conscientização dos índios cresce a cada dia, muitos estudam em universidades para poderem melhor defender os direitos de seus povos, conseguiram a simpatia de inúmeras organizações e figuras influentes internacionais, e suas mobilizações e protestos públicos já conseguem atrair muita atenção do restante da sociedade. Mas apesar de estudos recentes indicarem que o poder político dos povos indígenas aumentou em todo o continente nos últimos anos, isto não significou melhoria na qualidade das políticas públicas a eles dirigidas, nem impede que muitos ainda continuem sendo assassinados e sofram vários ultrajes, que vivam em condições de miséria sem território atribuído, ou em reservas invadidas ou pequenas demais, que geram importantes pressões sobre os indivíduos e desagregam suas comunidades e tradições. Muitas vezes se vêem na contingência de migrar para as cidades e enfrentar ali condições talvez ainda piores, somando-se às multidões que vivem nas favelas dos grandes centros urbanos e perdendo contato com suas raízes culturais.
Diante da demora na demarcação das terras e da velocidade da expansão da fronteira agrícola, a ideia de reservas indígenas substitutas, fora das áreas tradicionalmente habitadas pelos índios, volta a ser discutida como forma de solucionar os conflitos decorrentes da presença de posseiros ou fazendeiros nas terras tradicionais, que acabam em longas disputas judiciais. Entretanto, esta solução encontra a resistência de índios e indigenistas, que a consideram um retrocesso no direito dos índios às terras que habitam há séculos e às quais estão ligados por laços profundos. Também, desde os anos 80, vêm se colocando as complexas questões da transmissão das tradições indígenas por professores indígenas formados nos moldes ocidentais e ministrando nesses moldes dentro das reservas; de como a problemática das terras indígenas vem sendo apresentada ao público escolar do Brasil em geral por professores não-índios, e de como o mundo ocidental é apreendido pelos índios reservados. Essas questões basicamente indagam sobre a qualidade da informação que está circulando entre os dois universos. Essa informação precoce precisa ser boa, pois pode tanto estimular como derrubar mitos e preconceitos importantes no processo de diálogo futuro entre as novas gerações. Em 2001 havia mais de 90 mil alunos índios aprendendo em escolas formais dentro de reservas, com apoio do governo e das comunidades. As Diretrizes Curriculares Nacionais para a Educação Indígena, de 2012, almejam que todos os professores das aldeias sejam índios.
Além dos problemas de invasões e usos não consultados, que tornam muitas terras indígenas colchas de retalhos cortadas por estradas e pontes, ferrovias, linhas de transmissão elétrica, represas, minerações, posseiros e outros tipos de interferência invasiva, outras se tornam progressivamente ilhadas num entorno profundamente modificado pela civilização, e sofrem os impactos da degradação ambiental nas regiões vizinhas, como a invasão de espécies exóticas, esgotamento de aquíferos, incêndios florestais e a contaminação dos solos e das águas por agrotóxicos usados nas lavouras adjacentes, pondo em risco indiretamente sua sustentabilidade mesmo que as reservas em si possam estar bem conservadas. As reservas das regiões Sul, Nordeste e Sudeste, todas de pequenas dimensões, são as mais afetadas, mas mesmo áreas vastas como o Parque do Xingu já sofrem impactos por esses motivos.
A solução do problema das terras indígenas terá importante efeito tanto para aqueles povos, permitindo a sobrevivência de suas culturas únicas, as quais dependem intimamente do ambiente natural onde se inserem, quanto para a conservação das florestas, considerando o grande desmatamento que afeta o Brasil atualmente e as inúmeras outras ameaças que põem em risco a biodiversidade e os ecossistemas, e, por consequência, a sociedade em geral. De fato, muitas dessas comunidades são consideradas exemplos em manejo sustentável das florestas, e o Millennium Ecosystem Assessment, uma das maiores sínteses científicas das últimas décadas sobre o meio ambiente, declarou que os povos indígenas podem ser tão efetivos para a preservação das florestas quanto sua transformação em reservas protegidas convencionais.
Mas não tem sido pacífica a definição de como os índios devem aproveitar os recursos existentes em suas terras, cuja exploração lhes pertence constitucionalmente. Mesmo no interior do movimento indigenista isso é incerto. Alguns defendem a posição de que os índios devem ser como que guardiões do meio ambiente, mantendo-o intocado e restringindo-se às suas práticas tradicionais de subsistência, mas outros defendem um manejo sustentado nos moldes ocidentais, prevendo inclusive inserção comercial da produção e acumulação de capital, o que é um direito assegurado a todos os brasileiros, mas cuja prática precisaria se submeter a todo um outro universo de leis e levanta desde o início a possibilidade de novos conflitos.

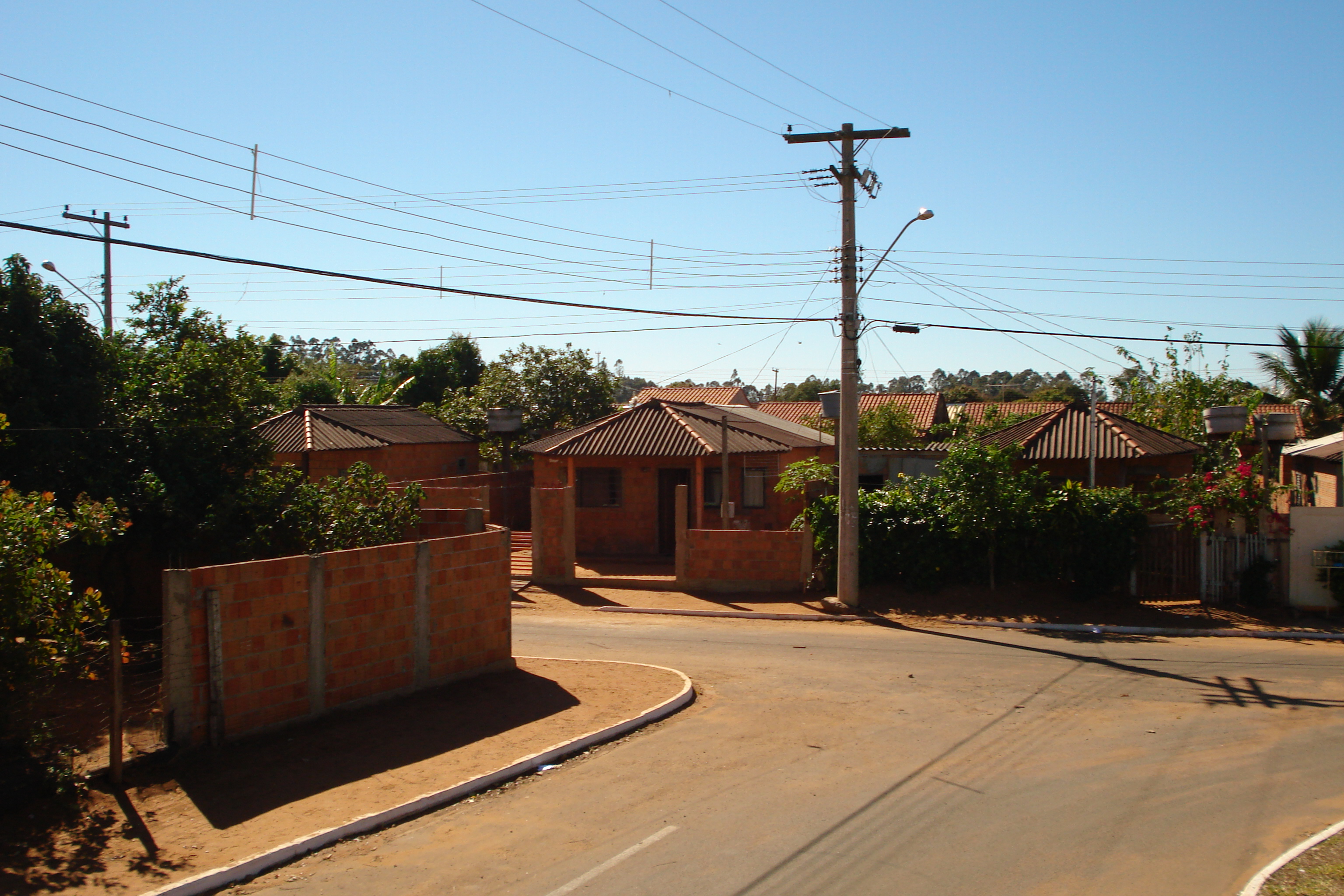
Aldeia Indígena Urbana Marçal de Souza, em Campo Grande

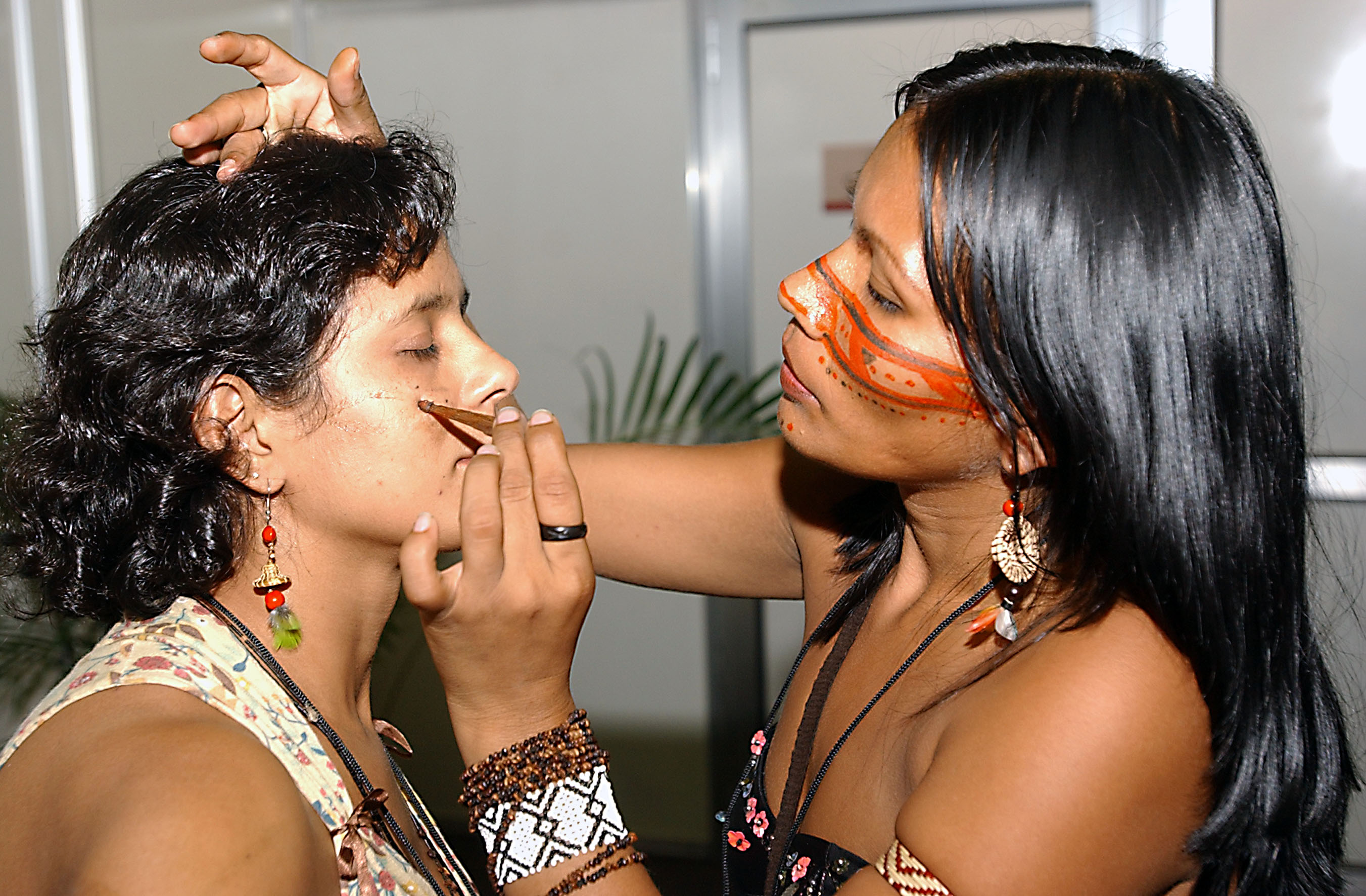
Índia faz pintura em uma participante da Conferência Nacional dos Povos Indígenas de 2006

A crescente proximidade com a civilização tem provocado profundas modificações nas culturas tradicionais. Muitos índios já preferem espontaneamente a vida nas cidades e formam aldeias urbanas, atraídos pelas possibilidades de estudo, emprego, tratamento de saúde, reconhecimento, e por imaginadas facilidades de vida. Mas em regra essa migração os expõe a vários riscos, eles em geral permanecem entre os grupos sociais mais desamparados, e são dramáticos os transtornos que se registram por causa do contato com a civilização, apontando-se como os maiores o consumo de bebidas alcoólicas e entorpecentes, a prostituição, a proliferação de doenças sexualmente transmissíveis, o suicídio entre jovens e a violência doméstica. No censo de 2010 cerca de 42% dos que se declararam índios viviam fora de terras indígenas, sendo que, destes, cerca de 78% viviam em cidades. Do total de índios com mais de cinco anos de idade, apenas 37,4% falava a língua de sua etnia. Muitos ainda se envergonham de serem índios. No entanto, muitos grupos urbanizados prestigiam suas raízes e tentam preservá-las neste ambiente adverso, suscitando ao mesmo tempo novos desafios para a definição do que é ser índio no século XXI. No entender da antropóloga Lúcia Helena Rangel, professora na PUC-SP, "as elites brasileiras não querem reconhecer os direitos indígenas e criam indisposições entre a população e as comunidades, gerando um discurso racista, especialmente diante dos indígenas que vivem nas cidades". Ela acrescenta:
"O pano de fundo é a questão da terra. Entretanto, não podemos reduzir tudo a essa questão. Mas inúmeros problemas vêm daí, porque quando uma terra não está reconhecida, os índios não têm acesso à assistência de saúde, não recebem programas de educação escolar, não recebem insumos agrícolas, projetos de alimentação, etc. Então, trata-se de uma questão fundiária, de disputa pelas terras indígenas, e de não reconhecimento dos direitos indígenas às suas terras.... Além disso, outros dizem que alguns índios não são mais índios, porque têm cabelo crespo, moram na cidade, são 'misturados', quer dizer, eles têm menos direitos do que os outros. Num país mestiço como o nosso, onde todo mundo é misturado, os índios não podem ser misturados. Uma hora ele é índio demais e atrapalha, outra hora ele é índio de menos e não tem direitos. Então, o índio nunca tem um lugar".
O portal Povos Indígenas no Brasil, mantido pelo Instituto Socioambiental, oferece um balanço da situação atual dos povos indígenas e de suas terras:
"A Constituição de 88 criou a necessidade de revisão da legislação ordinária e inclusão de novos temas no debate jurídico relativo aos índios. A partir de 1991, projetos de lei foram apresentados pelo Executivo e por deputados, a fim de regulamentar dispositivos constitucionais e adequar uma velha legislação, pautada pelos princípios da integração dos índios à 'comunhão nacional' e da tutela, aos termos da nova Carta. Assim, a base legal das reivindicações mais fundamentais dos índios no Brasil foi construída pela nova Constituição e vem sendo presentemente ampliada e rearranjada. Porém, a realidade brasileira demonstra que cabe aos índios e seus aliados a difícil tarefa de, fazendo cumprir as leis, garantir o respeito aos direitos indígenas na prática, diante dos mais diversos interesses econômicos que teimam em ignorar-lhes a própria existência. Assegurar plena efetividade ao texto constitucional é o desafio que está posto. Cabe aos índios, mas também às suas organizações, entidades de apoio, universidades, Ministério Público e outros mais. Sabe-se que se trata de um processo lento, que está inclusive condicionado à tarefa de conscientização da própria sociedade. O êxito dependerá necessariamente do grau de comprometimento diário nessa direção por parte de todos os que atuam na questão".